# 13. Dezember
Der 13. Dezember ist der 347. Tag des gregorianischen Kalenders (der 348. in Schaltjahren), somit bleiben 18 Tage bis zum Jahresende.

## Ereignisse

### Politik und Weltgeschehen
- 1247: Wilhelm von Holland, der Gegenkönig Kaiser Friedrichs II., beginnt mit seiner Streitmacht die Belagerung von Kaiserswerth, einer bedeutenden staufischen Stadt mit Kaiserpfalz am Niederrhein.
- 1250: Mit dem Tod Friedrichs II. beginnt im Heiligen Römischen Reich das Interregnum. Die kaiserlose Zeit dauert bis zum Jahr 1273.
- 1474: Von ihrer Residenz im Alcázar von Segovia bricht Isabella I. auf, um sich in der Stadt Segovia zur Königin Kastiliens proklamieren zu lassen.

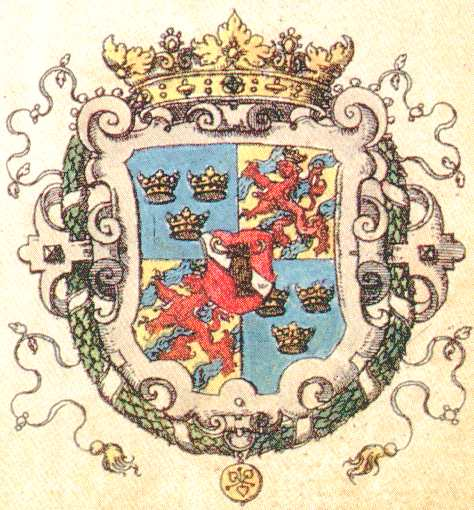
1570: Das Schwedische Wappen

- 1570: Mit dem Frieden von Stettin wird der nordische Dreikronenkrieg beendet, der im Rahmen des Livländischen Krieges als Teil des ersten Nordischen Krieges zwischen den eigentlich Verbündeten Schweden und Dänemark stattgefunden hat.
- 1574: Nach dem Tode Sultans Selim II. rückt sein ältester Sohn Murad III. an die Spitze des Osmanischen Reichs. Der neue Sultan lässt bald darauf seine fünf Brüder ermorden.

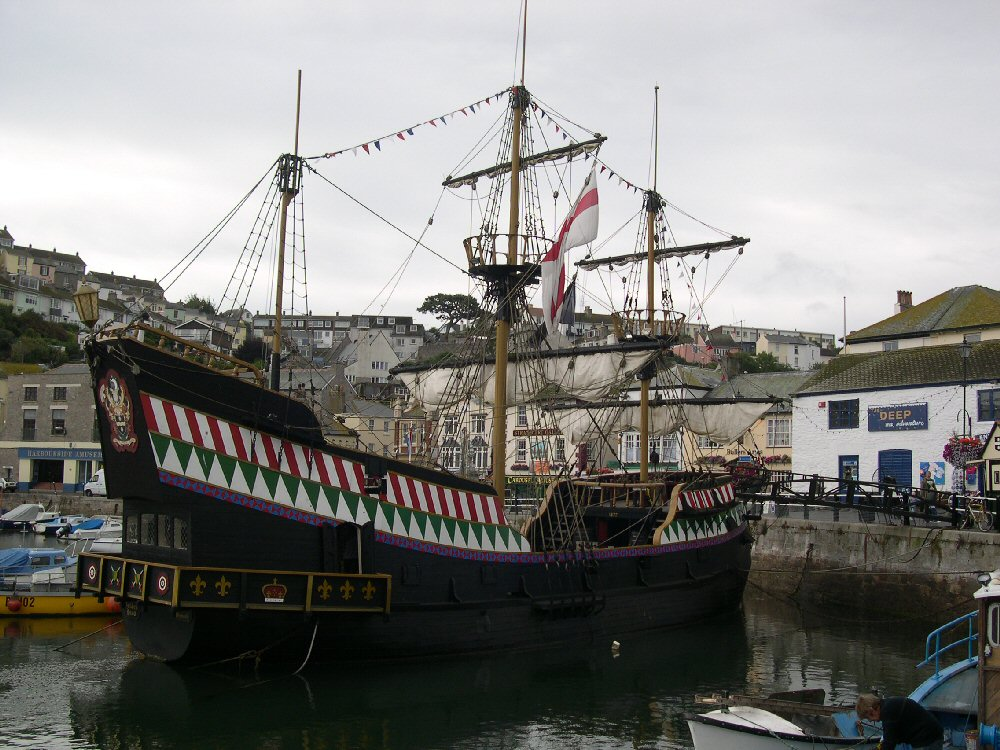
1577: Pelican (Nachbau)

- 1577: Sir Francis Drake bricht von Plymouth aus mit der Pelican und vier weiteren Schiffen zu seiner Weltumsegelung auf.
- 1642: Auf der Suche nach dem Großen Südkontinent entdeckt Abel Tasman als erster Europäer die Südinsel von Neuseeland.
- 1645: Mit dem Linzer Frieden zwischen Kaiser Ferdinand III. und Siebenbürgens Fürst Georg I. Rákóczi gelingt es dem Kaiser, die Gefahr eines gemeinsamen Angriffs von schwedischen und siebenbürgischen Truppen auf Wien während des Dreißigjährigen Kriegs abzuwenden.
- 1675: Die Stadt Wismar, die sich unter schwedischer Oberhoheit befindet, wird im Schonischen Krieg von dänischen Truppen angegriffen.
- 1810: Durch ein Dekret Napoleon Bonapartes werden die norddeutschen Küstengebiete annektiert, um die Wirksamkeit der Kontinentalsperre zu erhöhen. Unter anderem werden das Herzogtum Oldenburg und die Hansestädte Bremen, Hamburg und Lübeck ein Teil des französischen Kaiserreichs.
- 1845: Generalgouverneur Henry Hardinge erklärt dem Punjab den Krieg. Der Erste Sikh-Krieg beginnt.
- 1856: Preußen bricht die diplomatischen Beziehungen zur Schweiz wegen des Streits um das Fürstentum Neuenburg ab und ordnet die Mobilmachung von Truppen an. Erst im Vertrag von Paris wird der Konflikt beigelegt.
- 1861: Das Gefecht um Camp Allegheny im Amerikanischen Bürgerkrieg endet unentschieden, jedoch gelingt es den Unionstruppen, die Konföderierten endgültig aus dem Territorium West Virginias zu vertreiben.
- 1864: Paraguay erklärt Brasilien den Krieg und löst damit den Tripel-Allianz-Krieg in Südamerika aus.
- 1902: Der Reichstagsabgeordnete Otto Antrick hält mit insgesamt 8 Stunden Dauer die bis heute längste Rede in einem deutschen Parlament.
- 1906: Der Deutsche Reichstag wird aufgelöst, weil zuvor Zentrum und SPD einen Nachtragshaushalt abgelehnt haben, mit dem erhebliche Geldausgaben für die koloniale Schutztruppe in Deutsch-Südwestafrika hätten gebilligt werden sollen. Die Reichstagswahl findet am 25. Januar des folgenden Jahres statt.
- 1906: Großbritannien, Frankreich und Italien schließen einen Vertrag über Abessinien, wodurch dessen Unabhängigkeit aufgrund des Status quo und des Prinzips der offenen Tür garantiert werden. Die Mächte vereinbaren, bei allen sich ergebenden Zwischenfällen gemeinsam vorzugehen.
- 1919: Marie Juchacz gründet in Deutschland unter dem Namen Hauptausschuss für Arbeiterwohlfahrt in der SPD die Arbeiterwohlfahrt.
- 1919: In Deutschland wird die Reichsabgabenordnung verabschiedet. Das Mantelgesetz fasst die verschiedenen Steuerregelungen zusammen, bringt die Einführung der Finanzgerichte und schafft ein einheitliches Steuerstrafrecht.
- 1937: Japan erobert im Zweiten Japanisch-Chinesischen Krieg die chinesische Stadt Nanjing. Nach dem Einmarsch werden im Massaker von Nanking mehr als 100.000 Menschen umgebracht und mindestens 20.000 Frauen vergewaltigt.
- 1943: Soldaten der Deutschen Wehrmacht ermorden mindestens 674 Griechen im Massaker von Kalavryta.
- 1945: Der Dachau-Hauptprozess in Dachau wird mit der Urteilsverkündung beendet. Es wurden 36 Todesurteile ausgesprochen, sowie eine lebenslange und drei zeitliche Haftstrafen.
- 1948: In der Sowjetischen Besatzungszone wird die Organisation der Jungen Pioniere gegründet, später in Pionierorganisation Ernst Thälmann umbenannt.

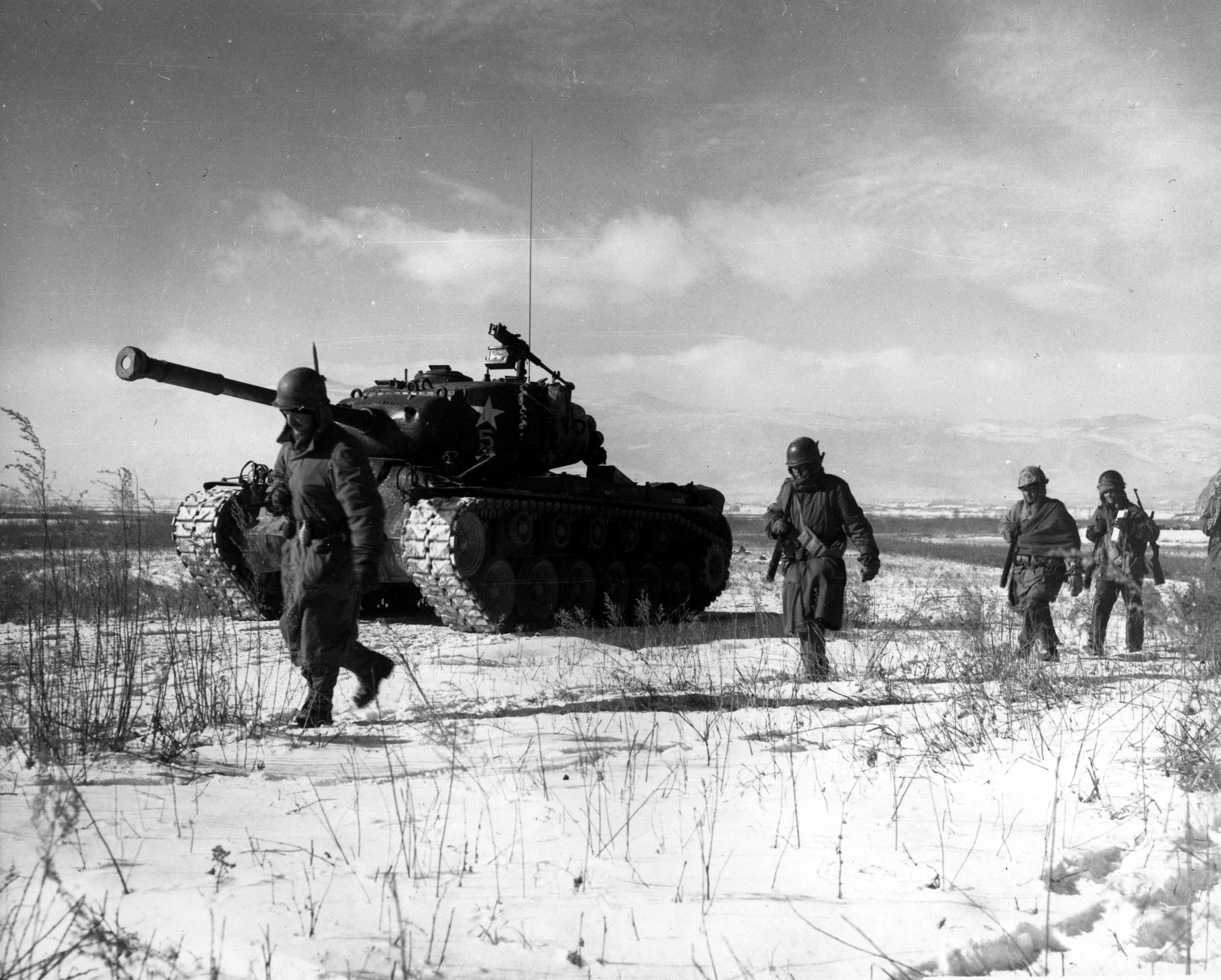
1950: Schlacht um das Chosin-Reservoir

- 1950: Nach der Schlacht um den Changjin-Stausee im Koreakrieg müssen sich die Amerikaner aus Nordkorea zurückziehen, fügen den chinesischen Truppen jedoch schwere Verluste zu.
- 1959: Bei den ersten Wahlen nach Abschluss des Zürcher und Londoner Abkommens sowie des Londoner Garantievertrags entscheiden sich die Zyprioten für Erzbischof Makarios III. als Präsidenten Zyperns.
- 1960: Die Europäische Organisation für Flugsicherung (Eurocontrol) mit Sitz in Brüssel wird von sechs europäischen Staaten gegründet.
- 1964: Das 1961 geschlossene internationale Einheitsabkommen über die Betäubungsmittel tritt in Kraft.
- 1967: Der griechische König Konstantin II. wagt gegen das Obristen-Regime einen Putsch. Nach dessen Scheitern geht er am Tag darauf ohne Abdankung ins Exil nach Rom.
- 1972: Annemarie Renger (SPD) wird am Beginn der 7. Wahlperiode des Deutschen Bundestages als erste Frau Bundestagspräsidentin.
- 1974: In Malta, bisher konstitutionelle Monarchie mit der britischen Königin als Staatsoberhaupt, wird die Republik ausgerufen. Der letzte Generalgouverneur Anthony Mamo wird erster Präsident.

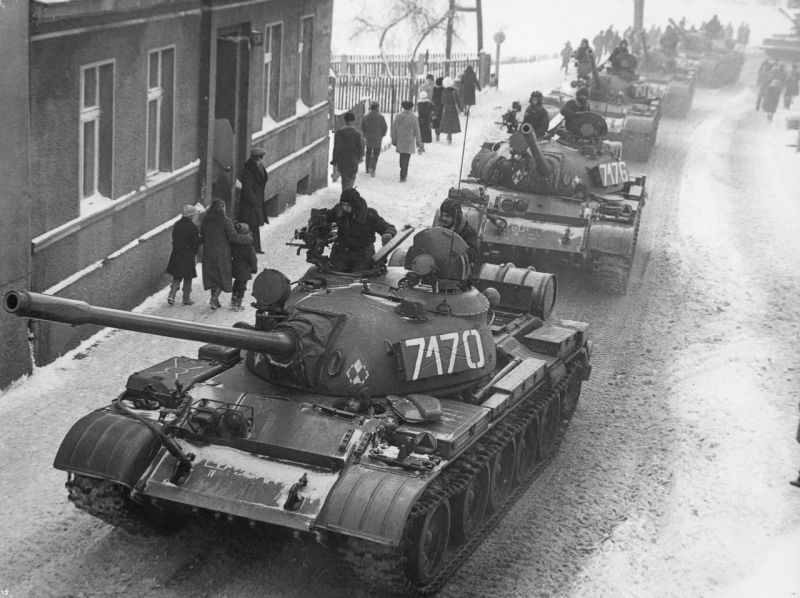
1981: Kriegsrecht in Polen

- 1981: General Wojciech Jaruzelski verhängt das Kriegsrecht über Polen, das bis zum 22. Juli 1983 Bestand haben soll. Die Gewerkschaft Solidarność wird gleichzeitig verboten.
- 1990: Nach mehr als 30 Jahren Exil kehrt Oliver Tambo, ANC-Präsident von 1967 bis 1991, nach Südafrika zurück.
- 1991: 38 Jahre nach dem Ende des Koreakrieges schließen Nord- und Südkorea einen Nichtangriffspakt.
- 1992: In Frankfurt am Main findet das Konzert Heute die! Morgen du! als Antwort auf die rechtsextremistischen Ausschreitungen in Rostock-Lichtenhagen sowie die Mordanschläge von Mölln vor mehr als 150.000 Zuschauern statt; am gleichen Abend wird in Hamburg eine Lichterkette gegen den rechtsextremen Terror veranstaltet.
- 1996: Der Ghanaer Kofi Annan wird vom UN-Sicherheitsrat als Nachfolger von Boutros Boutros-Ghali zum UN-Generalsekretär gewählt.
- 2001: Auf das Indische Parlament in Neu-Delhi wird ein terroristischer Anschlag verübt, dem 14 Menschen einschließlich der Täter zum Opfer fallen.

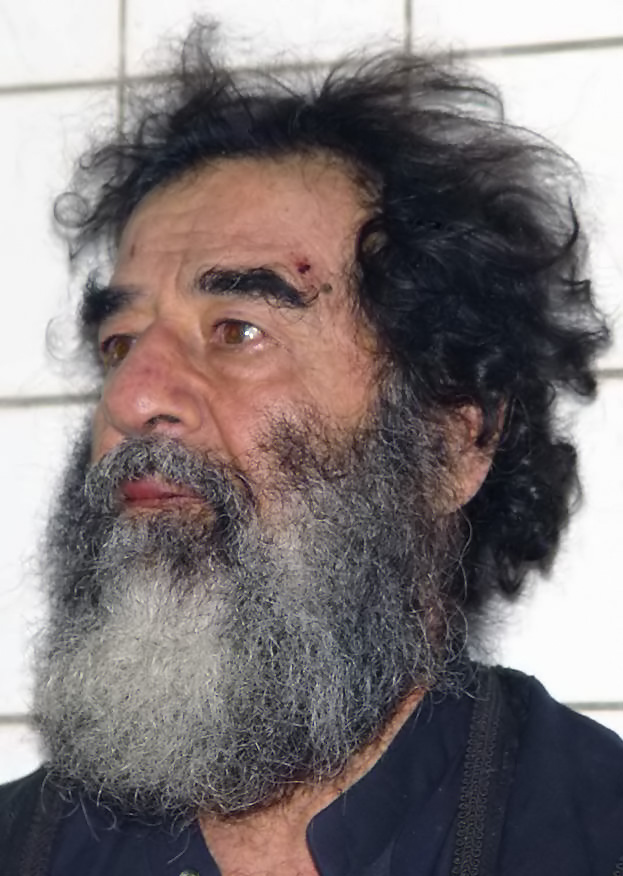
2003: Saddam Hussein nach seiner Festnahme

- 2003: Der irakische Diktator Saddam Hussein wird im Irakkrieg durch das US-amerikanische Militär in der Nähe seines Geburtsortes Tikrit in einem Erdloch gefunden und festgenommen.
- 2005: Trotz internationaler Proteste wird der wegen vierfachen Mordes rechtskräftig verurteilte Stanley Williams, nachdem der kalifornische Gouverneur Arnold Schwarzenegger eine Begnadigung abgelehnt hat, durch die Giftspritze hingerichtet.
- 2007: Im Vertrag von Lissabon einigen sich die Mitgliedsstaaten auf Reformen im politischen System der Europäischen Union. Das Vertragswerk tritt am 1. Dezember 2009 in Kraft.
- 2009: In insgesamt 165 katalanischen Gemeinden findet ein (rechtlich nicht bindendes) Referendum zur Unabhängigkeit Kataloniens statt.
- 2017: Der sächsische Landtag wählt in Dresden Michael Kretschmer (CDU) zum Nachfolger seines Parteikollegen Stanislaw Tillich als Ministerpräsident.

### Wirtschaft
- 1889: Der Deutsche Reichstag verabschiedet ein Gesetz, nach dem Handwerker zur Eröffnung eines Gewerbebetriebs eine einschlägige Ausbildung nachweisen müssen.
- 1903: Der italienische Immigrant Italo Marchioni in Hoboken, New Jersey, erhält das US-Patent Nummer 746.971 für die von ihm erfundene Maschine zur Herstellung von Eistüten aus Waffelteig.
- 1945: In Österreich beginnt anlässlich der Währungsreform der Umtausch von maximal 150 Reichsmark pro Person in die Währung Schilling.

### Wissenschaft und Technik
- 1762: Kaiserin Maria Theresia gründet die Bergakademie Schemnitz in Banská Štiavnica zur Förderung der montanwissenschaftlichen Ausbildung.
- 1769: Mit Spendengeldern wird in Hanover (New Hampshire) das Dartmouth College gegründet.
- 1888: Heinrich Hertz informiert in seinem Bericht „Über Strahlen elektrischer Kraft“ die Berliner Akademie der Wissenschaften über die Existenz elektromagnetischer Wellen. Seine Entdeckung liefert den entscheidenden Impuls für die Entwicklungen in Richtung drahtloser Telegrafie und Rundfunk.
- 1900: 64 chinesische Kulis treffen in Stettin ein, wo sie als Heizer und Trimmer an Bord des Reichspostdampfers „Kiautschou“ beschäftigt werden.
- 1967: Die US-amerikanische Raumsonde Pioneer 8 startet auf dem Weg zur Sonne.

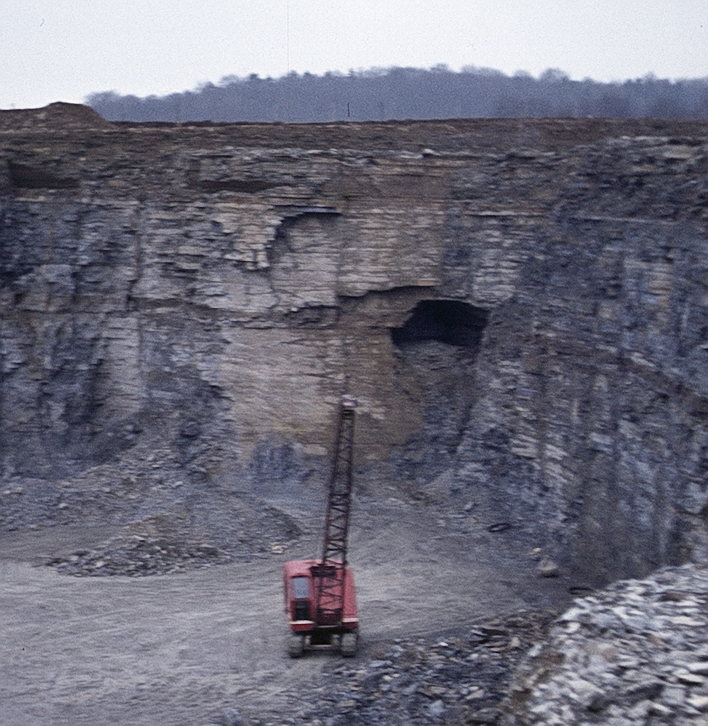
1971: Höhleneingang kurz nach der Entdeckung

- 1971: Bei Sprengarbeiten im Buchener Stadtteil Eberstadt wird der Eingang zu einer Tropfsteinhöhle entdeckt. Die Eberstadter Tropfsteinhöhle wird am 9. September 1973 für den Publikumsverkehr freigegeben.

### Kultur

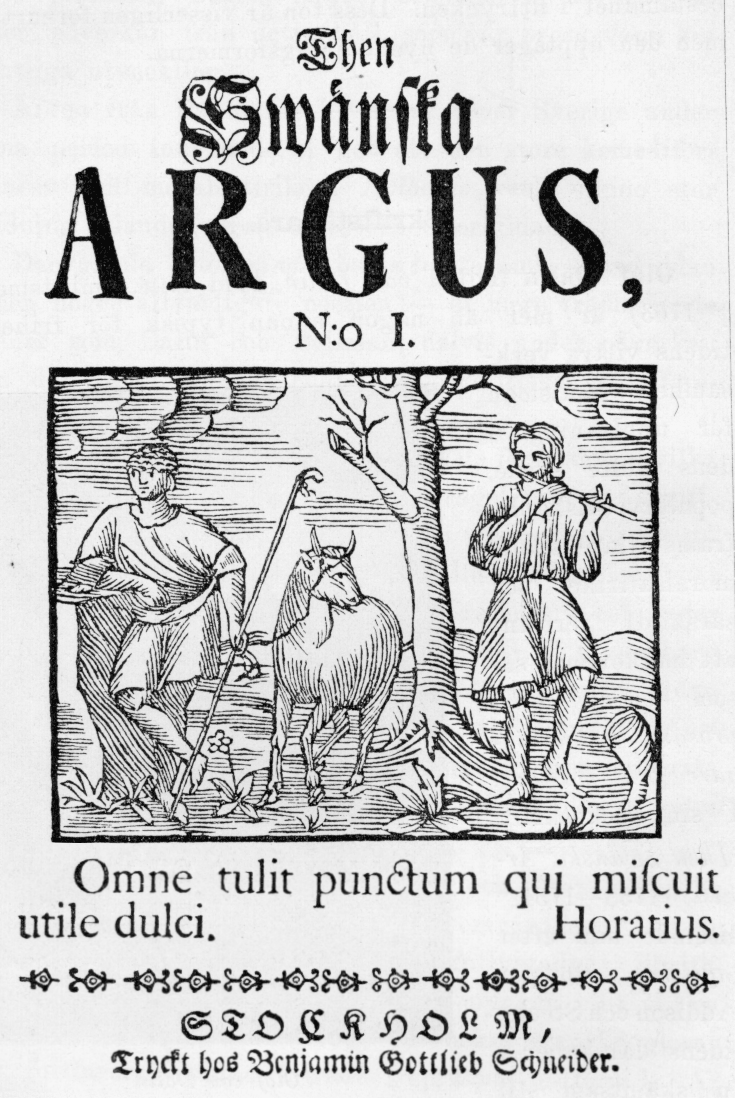
1732: Erste Ausgabe Then Swänska Argus

- 1732: Die anonym verfasste erste Ausgabe der neuen Wochenzeitschrift Then Swänska Argus ist in Stockholm zu bekommen. Das Blatt markiert für die schwedische Sprache eine Trennlinie zwischen älterem und neuerem Sprachgebrauch.
- 1794: Am Théâtre Feydeau in Paris erfolgt die Uraufführung der Oper Eliza ou Le Voyage au glaciers du Mont Saint-Bernard (Elisa oder Die Reise auf den Großen St. Bernhard) von Luigi Cherubini.
- 1803: In Paris findet die Uraufführung der Oper Les Sabots et le cerisier von François-Joseph Gossec statt.
- 1918: Karl Kraus veröffentlicht den Epilog seiner Tragödie Die letzten Tage der Menschheit in einem Sonderheft seiner Zeitschrift Die Fackel.
- 1928: Ein Amerikaner in Paris von George Gershwin wird in der Carnegie Hall in New York City uraufgeführt.
- 1934: Die erste Geschichte von e.o.plauens Vater und Sohn erscheint in der Berliner Illustrirten Zeitung
- 1934: In Zürich wird Ödön von Horváths Posse Hin und Her uraufgeführt.
- 1946: Thomas Mann erhält die Ehrendoktorwürde der Universität Bonn zurück, die ihm 1936 entzogen worden ist.
- 1969: Am Cuvilliés-Theater in München erfolgt die Uraufführung der Oper Die Geschichte von Aucassin und Nicolette von Günter Bialas.
- 1969: Der erste deutsche abendfüllende Zeichentrickfilm Die Konferenz der Tiere, basierend auf dem gleichnamigen Buch Erich Kästners, kommt in die bundesdeutschen Kinos.
- 1972: Radio Bremen zeigt im Deutschen Fernsehen die erste Folge der für jüngeres Publikum gedachten Musikshow Musikladen.

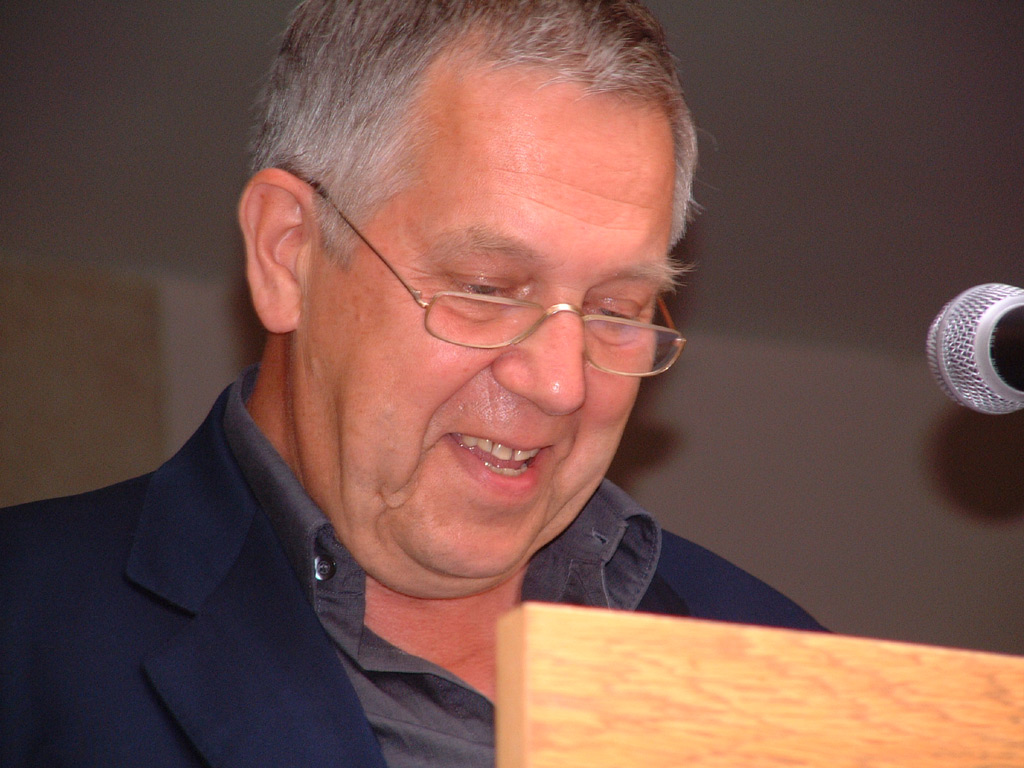
2004: Robert Gernhardt

- 2004: Der Dichter, Zeichner und Maler Robert Gernhardt erhält den alle zwei Jahre verliehenen und mit 25.000 Euro dotierten Düsseldorfer Heinrich-Heine-Preis.
- 2014: Mit der 215. Ausgabe endet die Ausstrahlung von Wetten, dass..?, der größten Fernsehshow Europas.

### Religion
- 0872: Johannes VIII. wird als Nachfolger von Hadrian II. zum Papst gewählt.
- 1294: Der überforderte Pietro del Murrone dankt als Papst Coelestin V. ab. Als Gründe gibt er Unwissenheit, Krankheit und den Wunsch, als Einsiedler zu leben, an.

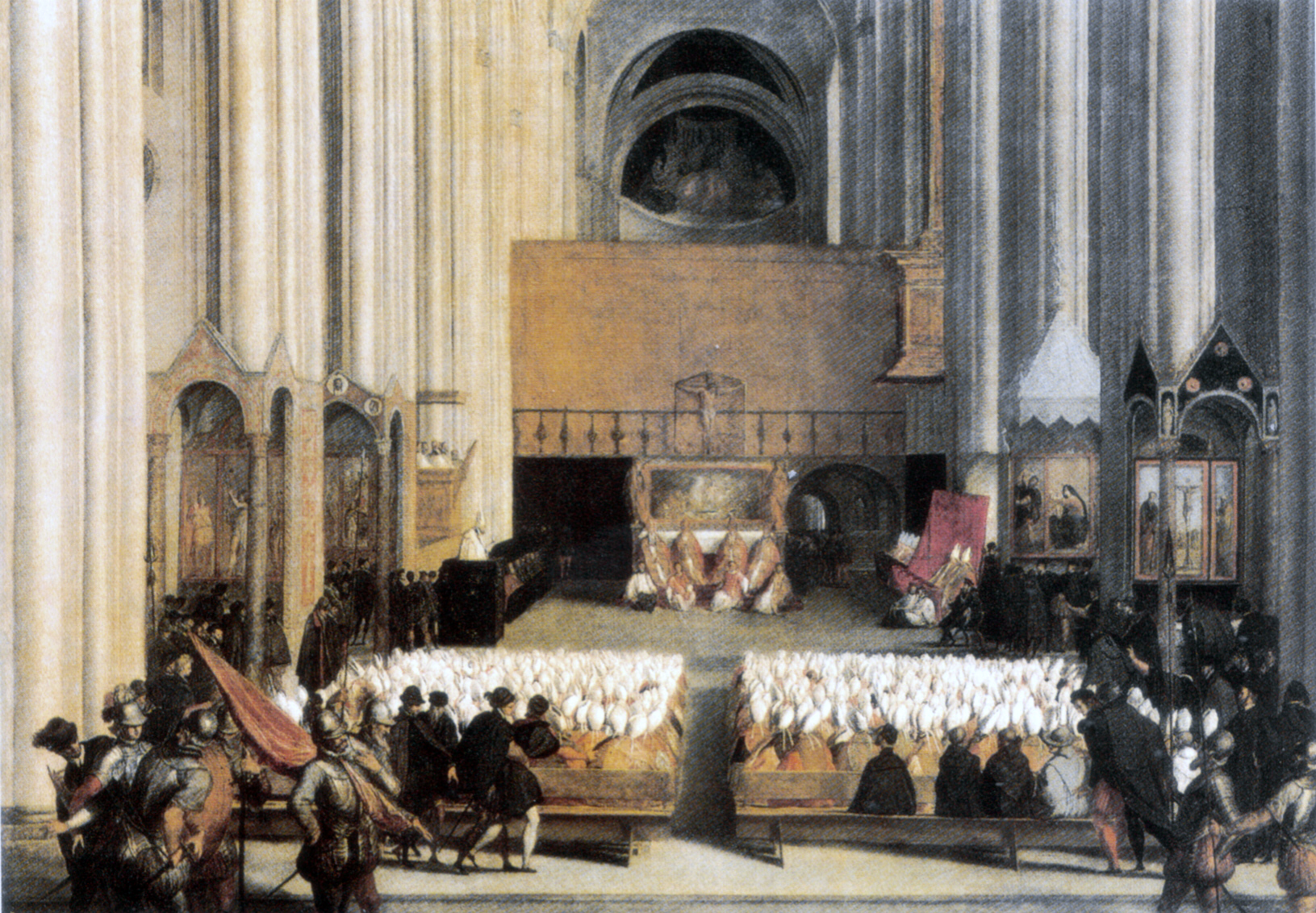
1545: Konzil von Trient

- 1545: Papst Paul III. eröffnet das Konzil von Trient. Das 19. Ökumenische Konzil hat die katholische Reform und die Abgrenzung von dem Protestantismus zum Ziel.
- 1862: Katholische Sorben um Pfarrer Michał Hórnik gründen anlässlich des 1000. Jahrestages der Ankunft der Slawenapostel Kyrill und Method in Mähren den Sankt-Cyrill-Methodius-Verein.

### Gesellschaft
- 2008: Der Leiter der Polizei von Passau, Alois Mannichl, wird in Fürstenzell bei einem Attentat schwer verletzt. Täter und Tathintergrund harren vorerst einer Aufklärung.

### Katastrophen
- 0115: Antiochia wird durch ein Erdbeben zerstört. Da sich der römische Kaiser Trajan wegen des Partherkriegs zu dem Zeitpunkt gerade in der Stadt befindet, erhöht sich die Opferzahl, die in die Tausende geht, noch zusätzlich.
- 1939: Der Zerstörer Duchess sinkt westlich von Schottland nach einer Kollision mit dem Schlachtschiff Barham. 129 Besatzungsmitglieder finden dabei den Tod.
- 1941: Ein Gletscherabbruch in den Palcacocha-See der peruanischen Anden bewirkt den Zerfall des den See aufstauenden Moränenwalls. Eine rasend ins Tal stürzende Schlammlawine tötet in der 23 Kilometer entfernten Stadt Huaraz etwa 6.000 Menschen.
- 1982: Ein Erdbeben der Stärke 6,0 in Arabien fordert an die 2.800 Tote.

Kleinere Unglücksfälle sind in den Unterartikeln von Katastrophe und in der Liste von Katastrophen aufgeführt.

### Sport
Einträge von Leichtathletik-Weltrekorden befinden sich unter der jeweiligen Disziplin unter Leichtathletik.

## Geboren

### Vor dem 18. Jahrhundert

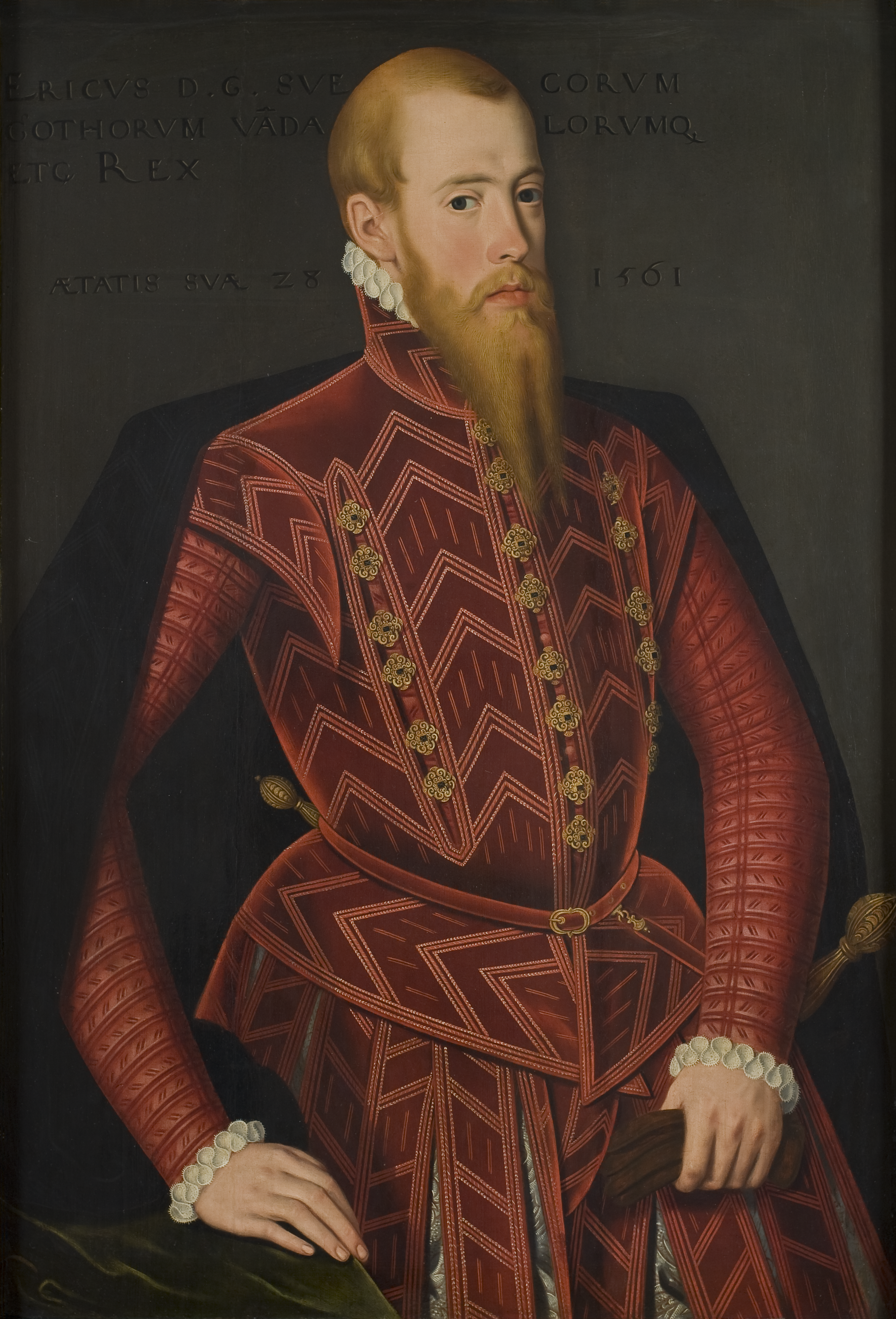
Erik XIV. von Schweden (* 1533)

- 1484: Paul Speratus, deutscher Theologe, Reformator und Liederdichter
- 1502: Georg III., Landgraf von Leuchtenberg
- 1507: Christoph von Carlowitz, sächsischer Diplomat
- 1518: Klara von Sachsen-Lauenburg, Herzogin von Braunschweig-Gifhorn
- 1521: Sixtus V., italienischer Papst
- 1533: Erik XIV., König von Schweden
- 1553: Heinrich IV., französischer König
- 1554: Benjamin Starck, deutscher evangelisch-lutherischer Theologe, Pastor und Superintendent
- 1560: Maximilien de Bethune, Herzog von Sully, französischer Staatsmann und Marschall von Frankreich
- 1591: Theophilus Jacobäer, deutscher Apotheker, Pirnaer Persönlichkeit
- 1603: António Luís de Meneses, 1. Marquês de Marialva, portugiesischer Feldherr
- 1609: Isbrand van Diemerbroeck, niederländischer Mediziner
- 1615: Gottfried Suevus der Ältere, polnischer Rechtswissenschaftler
- 1634: Martin von Cochem, deutscher Priester, Kapuziner, Volksmissionar und Autor
- 1664: Charlotte Johanna von Waldeck-Wildungen, Herzogin von Sachsen-Coburg-Saalfeld
- 1678: Yongzheng, chinesischer Kaiser
- 1683: Bernardo De Dominici, italienischer Maler und Kunsthistoriker
- 1684: Ludvig Holberg, dänisch-norwegischer Dichter
- 1696: Egid Verhelst der Ältere, flämischer Bildhauer
- 1700: Giovanni Carestini, gen. Il Cusanino, italienischer Opernsänger und Kastrat, Händelinterpret

### 18. Jahrhundert
- 1707: Johann Conrad Peyer, Schweizer Jurist, Politiker und Dichter
- 1720: Carlo Gozzi, italienischer Autor und Dramatiker
- 1720: Johann Heinrich Schüle, deutscher Unternehmer

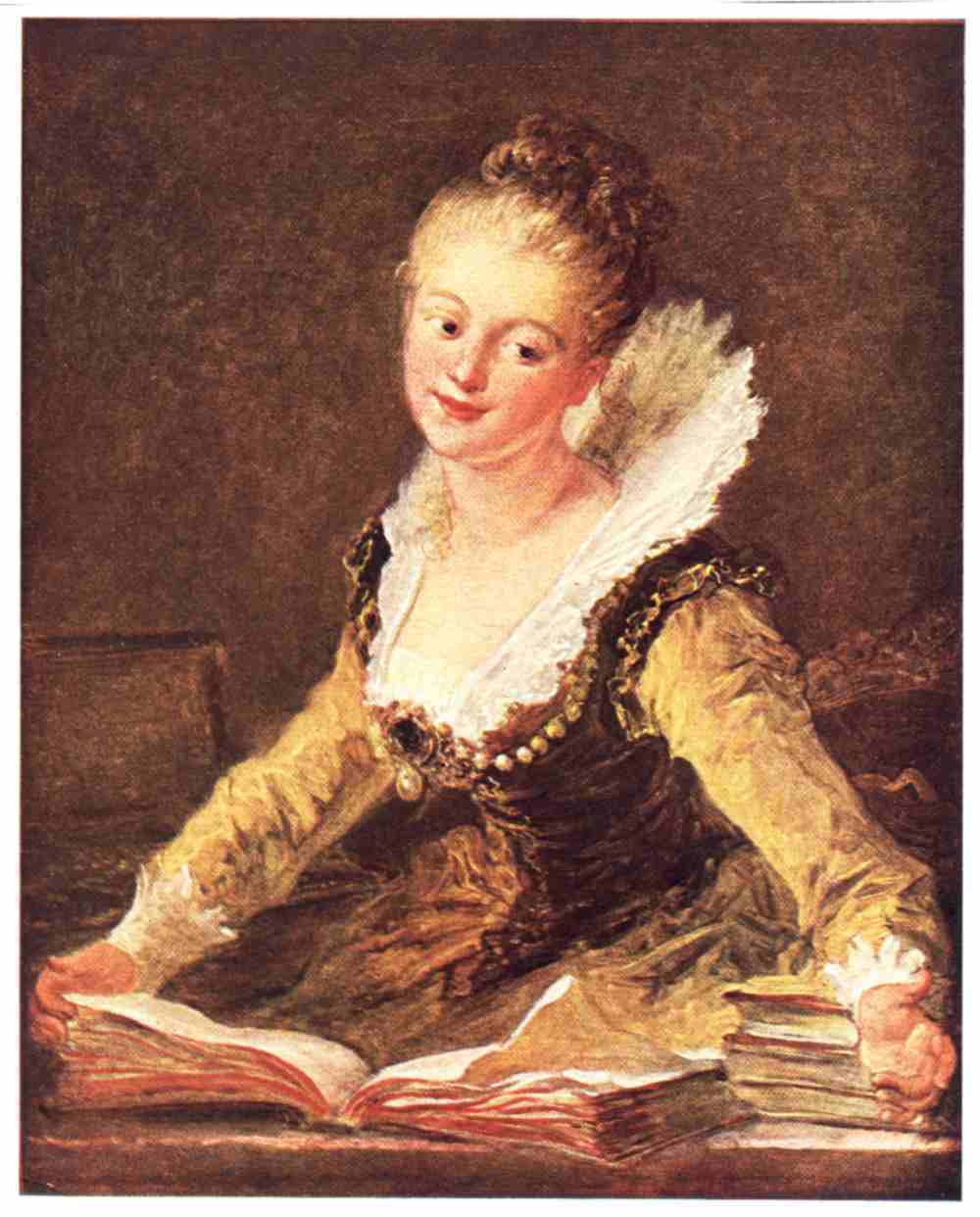
Anne Louise de Jouy Brillon (* 1744)

- 1721: Johann Ulrich Sponsel, deutscher evangelischer Theologe
- 1723: Carl Henrich Dreyer, deutscher Rechtswissenschaftler und Politiker
- 1724: Franz Ulrich Theodor Aepinus, deutscher Astronom, Mathematiker, Physiker und Naturphilosoph
- 1724: Jan Adam Gallina, tschechischer Komponist
- 1730: William Hamilton, schottischer Diplomat, Kunstsammler und Vulkanologe
- 1732: Elisabetha Dorothea Kodweiß, deutsche Wirtstochter, Mutter Friedrich Schillers
- 1738: Sebastian Carl Christoph Reinhardt, deutscher Landschaftsmaler
- 1740: Franz Xaver Schnizer, deutscher Komponist und Organist
- 1743: Christian David Jani, deutscher Philologe und Pädagoge
- 1744: Anne Louise de Jouy Brillon, französische Cembalistin, Pianistin und Komponistin
- 1744: Jón Þorláksson, isländischer Schriftsteller und Übersetzer
- 1754: Johann Anton Joachim von Arnim, preußischer Landrat und Gutsbesitzer
- 1761: Johann Georg Ferdinand von Ammon, preußischer Beamter
- 1761: Karl Wilhelm Ferdinand von Funck, sächsischer General und Historiker
- 1763: Georg Dubislav Ludwig von Pirch, preußischer Generalleutnant
- 1767: August Eberhard Müller, deutscher Komponist und Thomaskantor
- 1774: Nathan Fellows Dixon, US-amerikanischer Politiker
- 1780: Johann Wolfgang Döbereiner, deutscher Chemiker
- 1786: Marianna Clara Auernhammer, österreichische Sängerin, Pianistin und Komponistin
- 1790: Joseph Fieschi, korsisch-französischer Attentäter auf den französischen König
- 1792: Johann Friedrich Bruch, deutscher Theologe

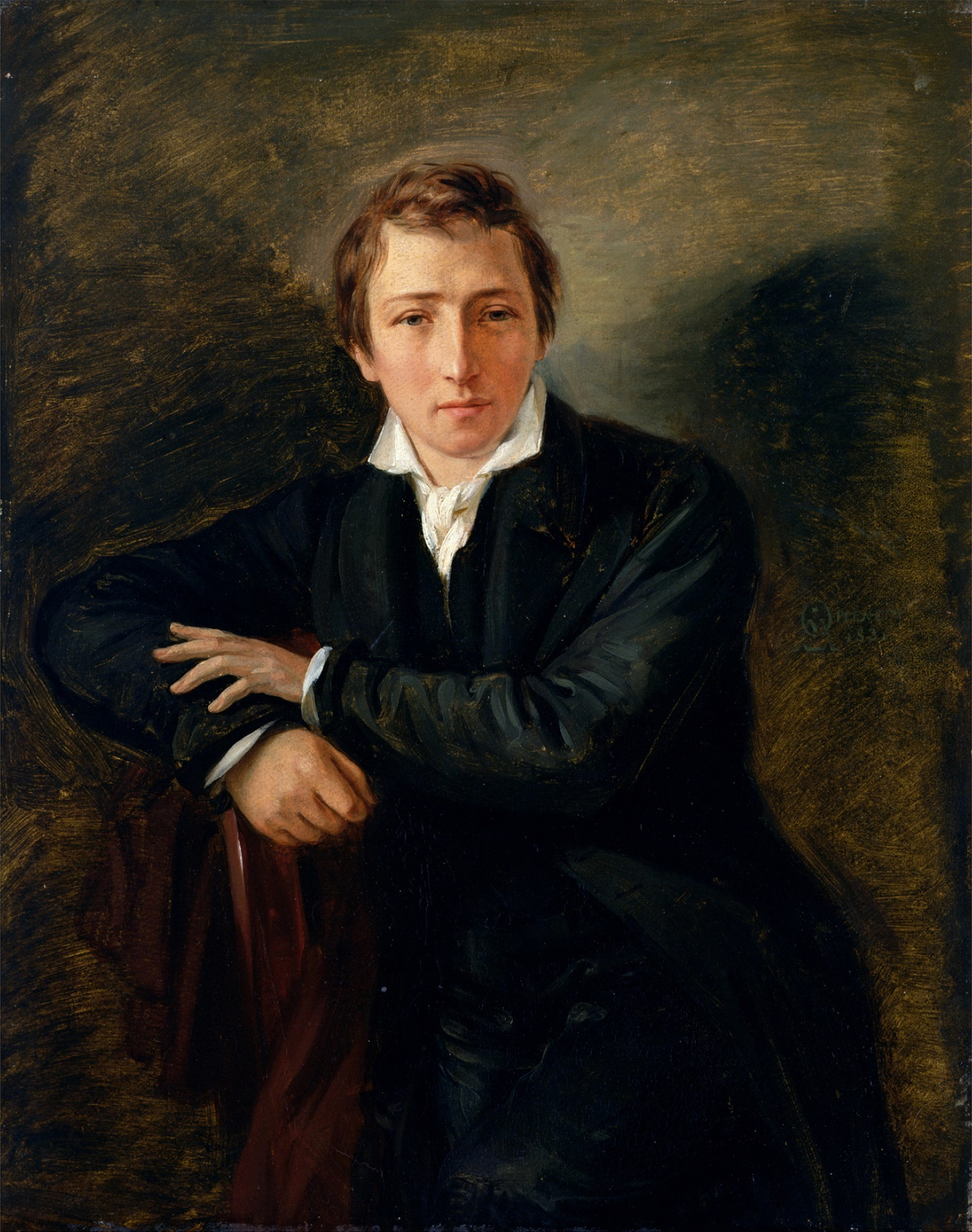
Heinrich Heine (* 1797)

- 1797: Heinrich Heine, deutscher Dichter
- 1798: Otto Philipp Braun, aus Kassel stammender bolivianischer Kriegsminister
- 1798: Joseph R. Walker, US-amerikanischer Mountain Man und Entdecker

### 19. Jahrhundert

#### 1801–1850
- 1804: Joseph Howe, kanadischer Politiker und Journalist
- 1811: Maximilian von Arco-Zinneberg, deutscher Adeliger („Adlergraf“)
- 1815: Johann Gottfried Steffan, Schweizer Landschaftsmaler
- 1816: Clement Claiborne Clay, US-amerikanischer Politiker
- 1816: Werner von Siemens, deutscher Erfinder und Unternehmer
- 1823: Emil Annecke, deutscher Revolutionär und US-amerikanischer Journalist und Jurist
- 1826ː Carolina Rosati, italienische Primaballerina
- 1827: Johann Rudolf Moser, Schweizer Kaufmann und Politiker
- 1828: Albert von Suckow, deutscher Soldat und Politiker, württembergischer Kriegsminister
- 1830ː Louis Dubois, belgischer Maler
- 1833: Petre S. Aurelian, rumänischer Politiker, Ministerpräsident
- 1834: Leonhard Kohl von Kohlenegg, österreichischer Schriftsteller und Schauspieler

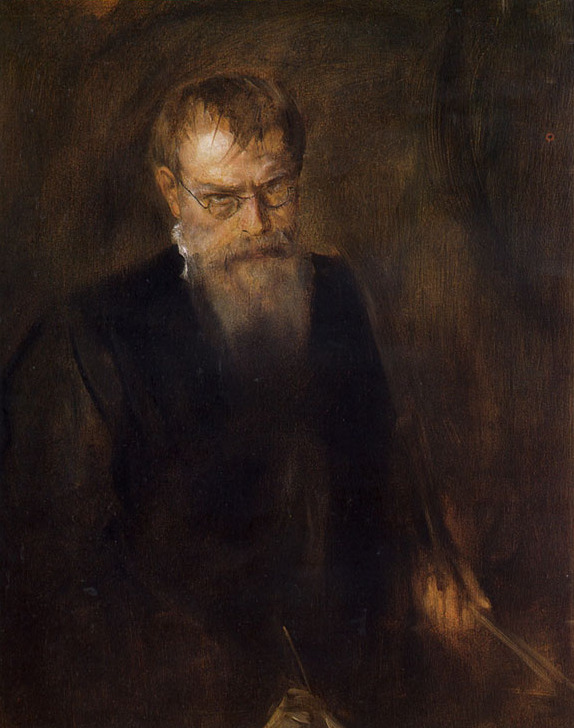
Franz von Lenbach (* 1836)

- 1836: Franz von Lenbach, deutscher Maler
- 1838: Alexis de Castillon, französischer Komponist
- 1843: George Stephănescu, rumänischer Komponist, Dirigent und Musikpädagoge
- 1844: John Atkinson, irisch-britischer Jurist und Politiker
- 1844: Helene Cramer, deutsche Malerin
- 1846: Ernst von Mendelssohn-Bartholdy, deutscher Privatbankier
- 1847: Carl de Ahna, deutscher Mediziner, MdR
- 1849: Otto Lenel, deutscher Rechtshistoriker
- 1850: Iver Holter, norwegischer Komponist

#### 1851–1900
- 1852: Emanuel Schreiber, österreichischer Rabbiner und Publizist
- 1856: Svetozar Boroević von Bojna, österreichischer Feldmarschall
- 1856: Abbott Lawrence Lowell, US-amerikanischer Sachbuchautor, Jurist und Politikwissenschaftler
- 1857: Robert von Mendelssohn, deutscher Bankier, Kunstsammler und Mäzen
- 1859: Gyula Major, ungarischer Pianist, Musiklehrer und Komponist
- 1859: Supayalat, Königin der Konbaung-Dynastie in Birma
- 1859: Joseph Turmel, französischer Theologe und Historiker

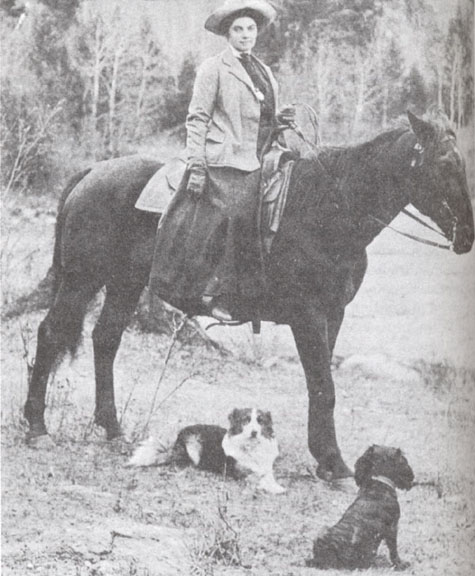
Emily Carr (* 1871)

- 1863: Eugen Gradmann, deutscher Pfarrer und Landeskundler
- 1863: Johannes Weiß, deutscher Theologe
- 1867: Kristian Birkeland, norwegischer Physiker
- 1868: Mario Sammarco, italienischer Sänger
- 1870: Virginia Ragsdale, US-amerikanische Mathematikerin
- 1871: Emily Carr, kanadische Malerin und Schriftstellerin
- 1871: Albin Camillo Müller, deutscher Architekt, Pädagoge und Gestalter
- 1873: Cesare Orsenigo, apostolischer Nuntius in Deutschland
- 1874: Ludwig Curtius, deutscher Klassischer Archäologe
- 1874: Josef Lhévinne, russisch-US-amerikanischer Pianist
- 1876: Iwan Bally, Schweizer Unternehmer und Politiker
- 1877: Mykola Leontowytsch, ukrainischer Komponist, Chorleiter und Lehrer
- 1877: Edmond Locard, französischer Kriminalist
- 1882: Fritz Strich, deutsch-schweizerischer Literaturwissenschaftler
- 1883ː Rosa Stein, deutsche Jüdin, Schwester von Edith Stein und Opfer des Holocaust
- 1886: Wilhelm Leo, deutscher Rechtsanwalt und Mitglied im Nationalkomitee Freies Deutschland für den Westen
- 1887: Edith Junghans, deutsche Malerin und Zeichnerin, Ehefrau von Otto Hahn
- 1887: George Pólya, US-amerikanischer Mathematiker
- 1888: Ernst Schlapper, deutscher Politiker, MdL, Oberbürgermeister von Baden-Baden
- 1889: Karl Anspach, deutscher Kaufmann
- 1890: Stanley Gardner, kanadischer Pianist und Musikpädagoge
- 1890: Gerhard Strecke, deutscher Komponist und Musikpädagoge
- 1891: Mita von Ahlefeldt, deutsche Schauspielerin
- 1891: Agnes Asche, deutsche Sozialistin und Widerstandskämpferin
- 1894: Fernando de Fuentes, mexikanischer Filmregisseur
- 1896: Fritz Horn, deutscher Luftfahrtpionier
- 1897: Erich Gutenberg, deutscher Betriebswirt
- 1898: Gholamali Bayandor, iranischer Konteradmiral
- 1900: Albrecht Appelhans, deutscher Maler, Grafiker und Illustrator
- 1900: Ionel Perlea, rumänischer Dirigent und Komponist
- 1900: Karel Teige, tschechischer Künstler, Kunsttheoretiker, Kritiker, Publizist und Übersetzer

### 20. Jahrhundert

#### 1901–1925
- 1902: Paul Kurzbach, deutscher Komponist
- 1902: Talcott Parsons, US-amerikanischer Soziologe
- 1905: Guido Calgari, Schweizer Politiker, Hochschullehrer und Schriftsteller
- 1905: Hans Eggert Schröder, deutscher Verlagsberater, Herausgeber, Autor und Privatgelehrter
- 1906: Hendrik Brugmans, niederländischer Politiker
- 1906: Ingmar Liljefors, schwedischer Komponist
- 1906: Laurens van der Post, südafrikanischer Schriftsteller
- 1906: Josef Maria Reuß, deutscher Theologe, Weihbischof in Mainz und Titularbischof von Sinope
- 1907: Ebba-Margareta von Freymann, österreichische Dichterin und Übersetzerin
- 1907: Bill Holland, US-amerikanischer Autorennfahrer
- 1908: Herbert Gropp, deutscher Flugzeugkonstrukteur

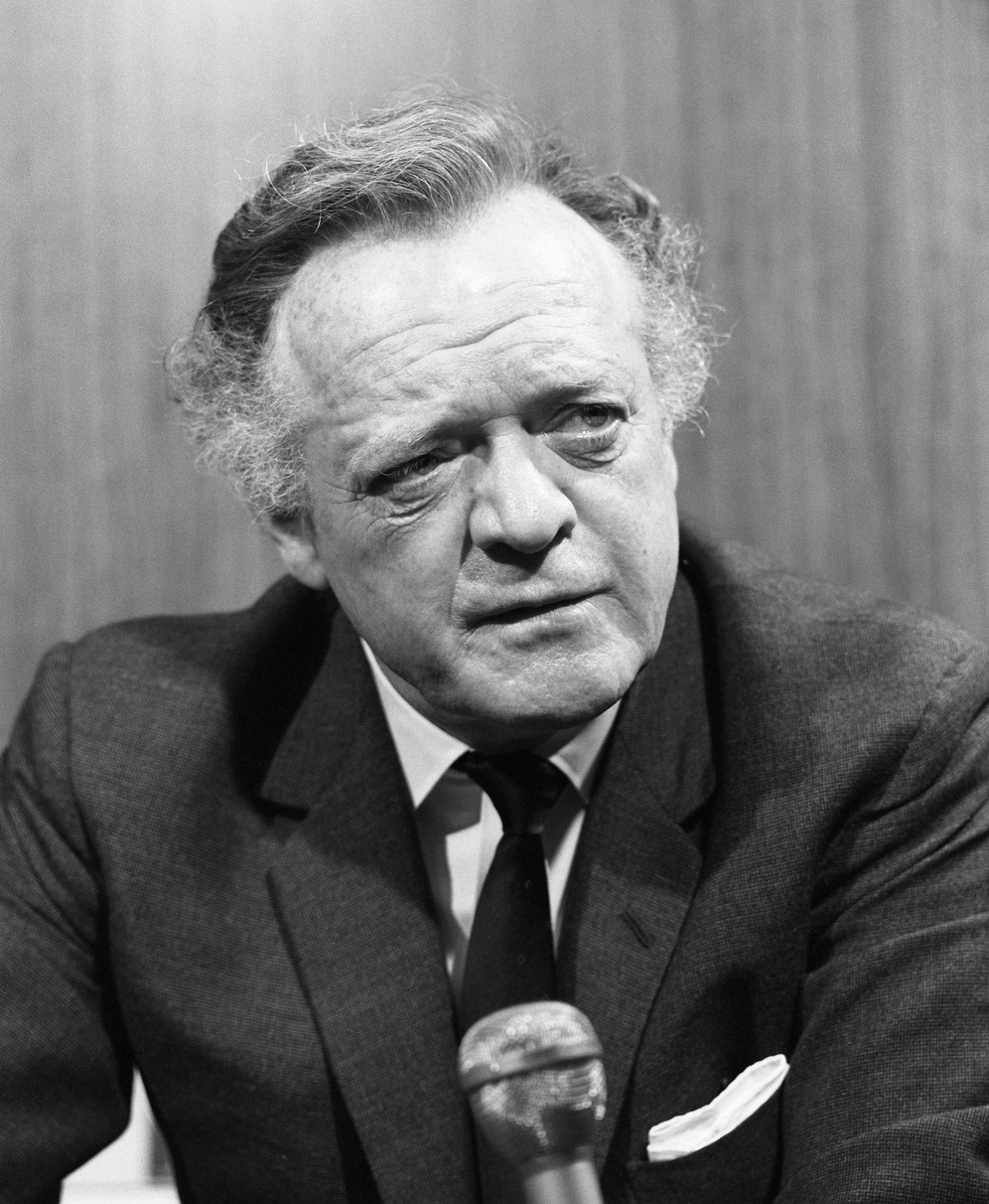
Van Heflin (* 1908)

- 1908: Van Heflin, US-amerikanischer Schauspieler
- 1908: Fritz Schröder-Jahn, deutscher Hörspielregisseur, Schauspieler und Sprecher
- 1909: George Christensen, US-amerikanischer American-Football-Spieler
- 1911: Emmy Albus, deutsche Leichtathletin
- 1911: Trygve Haavelmo, norwegischer Ökonom, Nobelpreisträger
- 1912: Dušan Antonijević, jugoslawischer Schauspieler
- 1912: Franz Bachem, deutscher Verleger
- 1912: Luiz Gonzaga, brasilianischer Sänger, Akkordeonspieler und Komponist
- 1914: Jørgen Beck, dänischer Schauspieler
- 1914: Alan Bullock, britischer Historiker
- 1914: Ludwig Kaindl, deutscher Leichtathlet

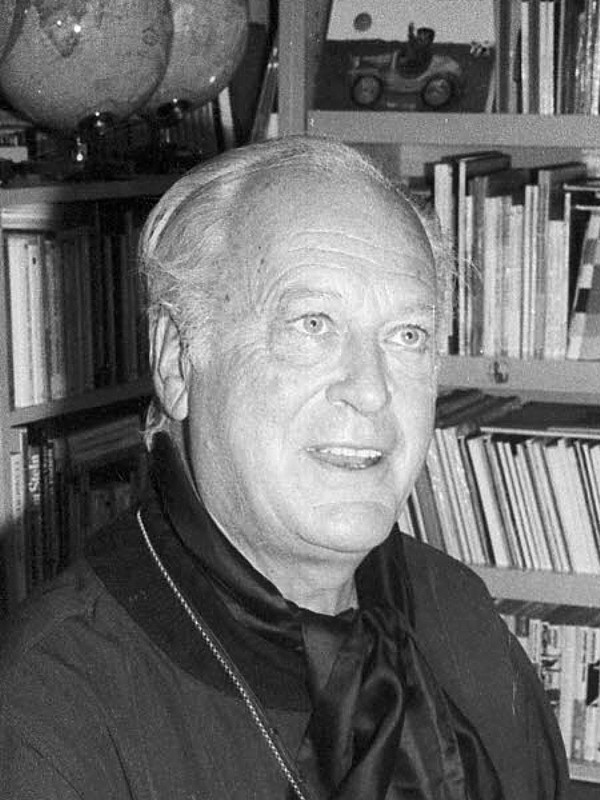
Curd Jürgens (* 1915)

- 1915: Curd Jürgens, deutscher Bühnen- und Filmschauspieler
- 1915: Balthazar Johannes Vorster, südafrikanischer Politiker, Staatspräsident
- 1918: Liviu Comes, rumänischer Komponist
- 1918: Bill Vukovich, US-amerikanischer Autorennfahrer
- 1919: Hans-Joachim Marseille, deutscher Jagdflieger
- 1920: Max Scheifele, deutscher Forstbeamter und -wissenschaftler
- 1920: George Shultz, US-amerikanischer Politiker
- 1922: Robert Veyron-Lacroix, französischer Cembalist und Pianist
- 1923: Philip Warren Anderson, US-amerikanischer Physiker
- 1923: Edward Bede Clancy, australischer Theologe, Erzbischof von Sydney, Kardinal
- 1923: Antoni Tàpies, spanischer Maler, Grafiker und Bildhauer, Theoretiker der katalanischen Kunst, bedeutender Künstler des Informel
- 1924: Hector-Neri Castañeda, guatemaltekischer Philosoph
- 1924: Maria Riva, US-amerikanische Schauspielerin
- 1925ː Maria Leipelt, deutsch-amerikanische Biochemikerin und Mitglied der Weißen Rose Hamburg
- 1925: Dick Van Dyke, US-amerikanischer Schauspieler Dick van Dyke (* 1925)

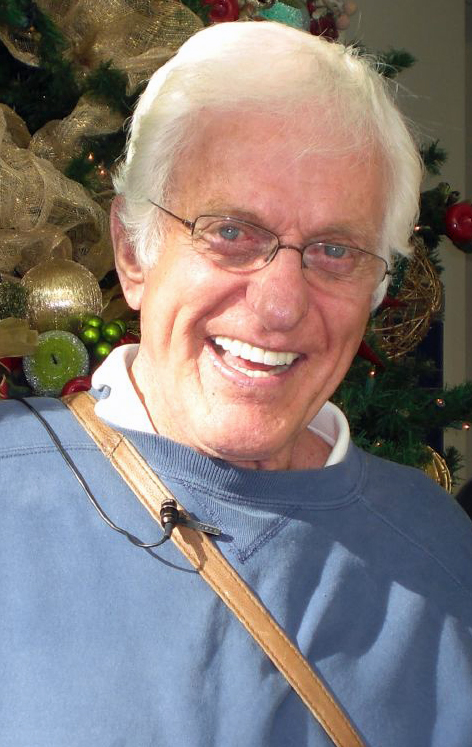
Dick van Dyke (* 1925)

#### 1926–1950

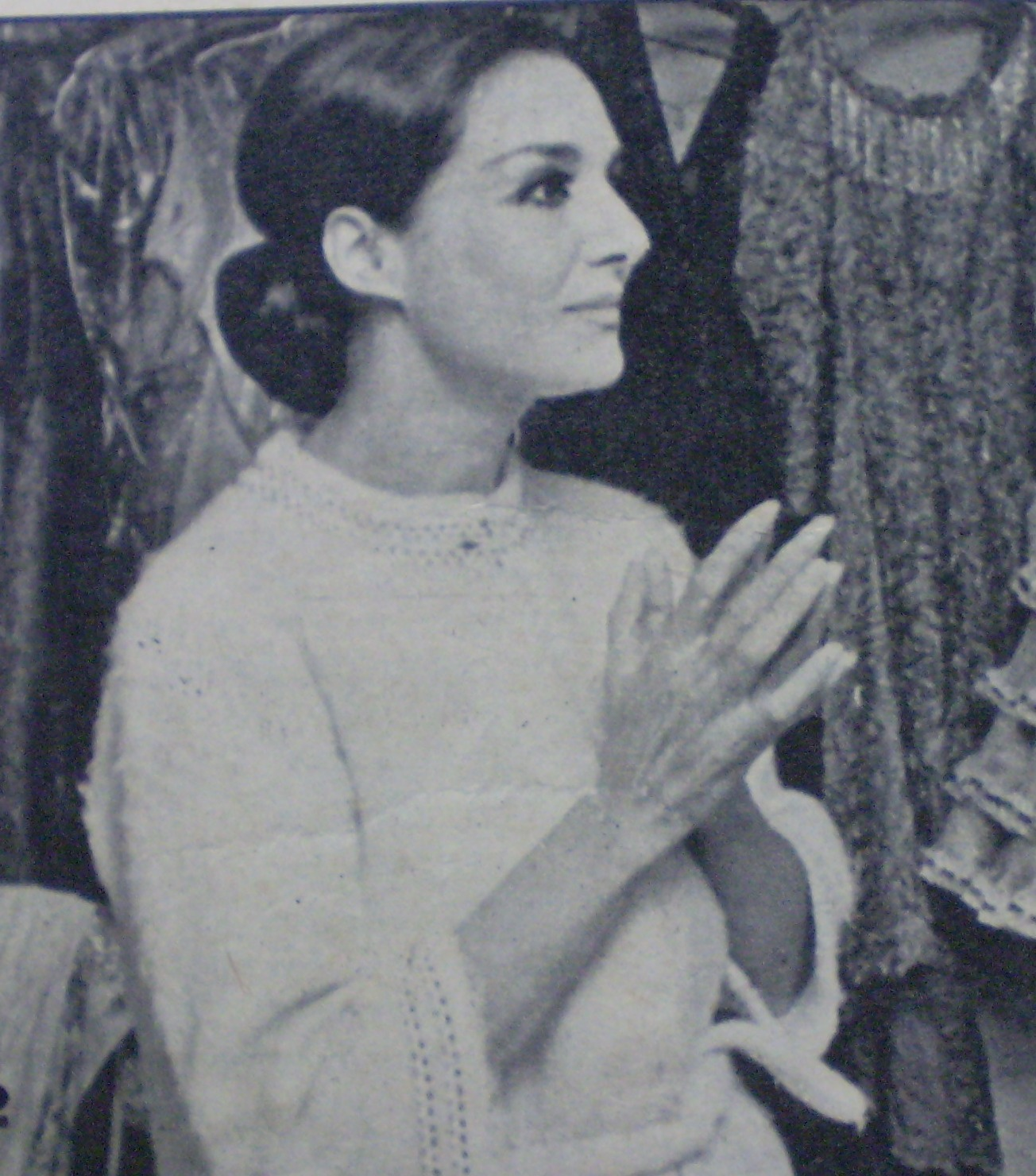
Nati Mistral (* 1928)

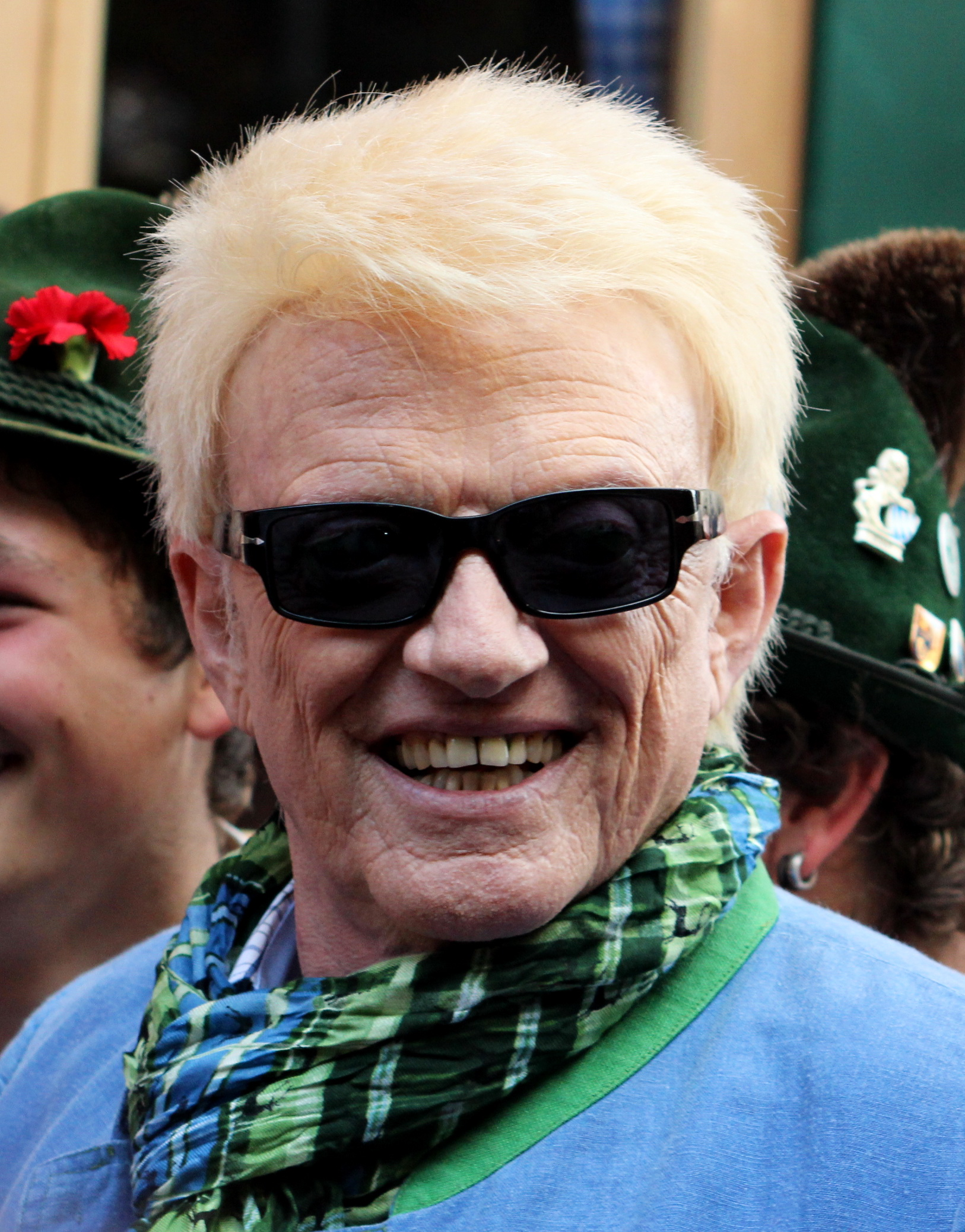
Heino (* 1938)

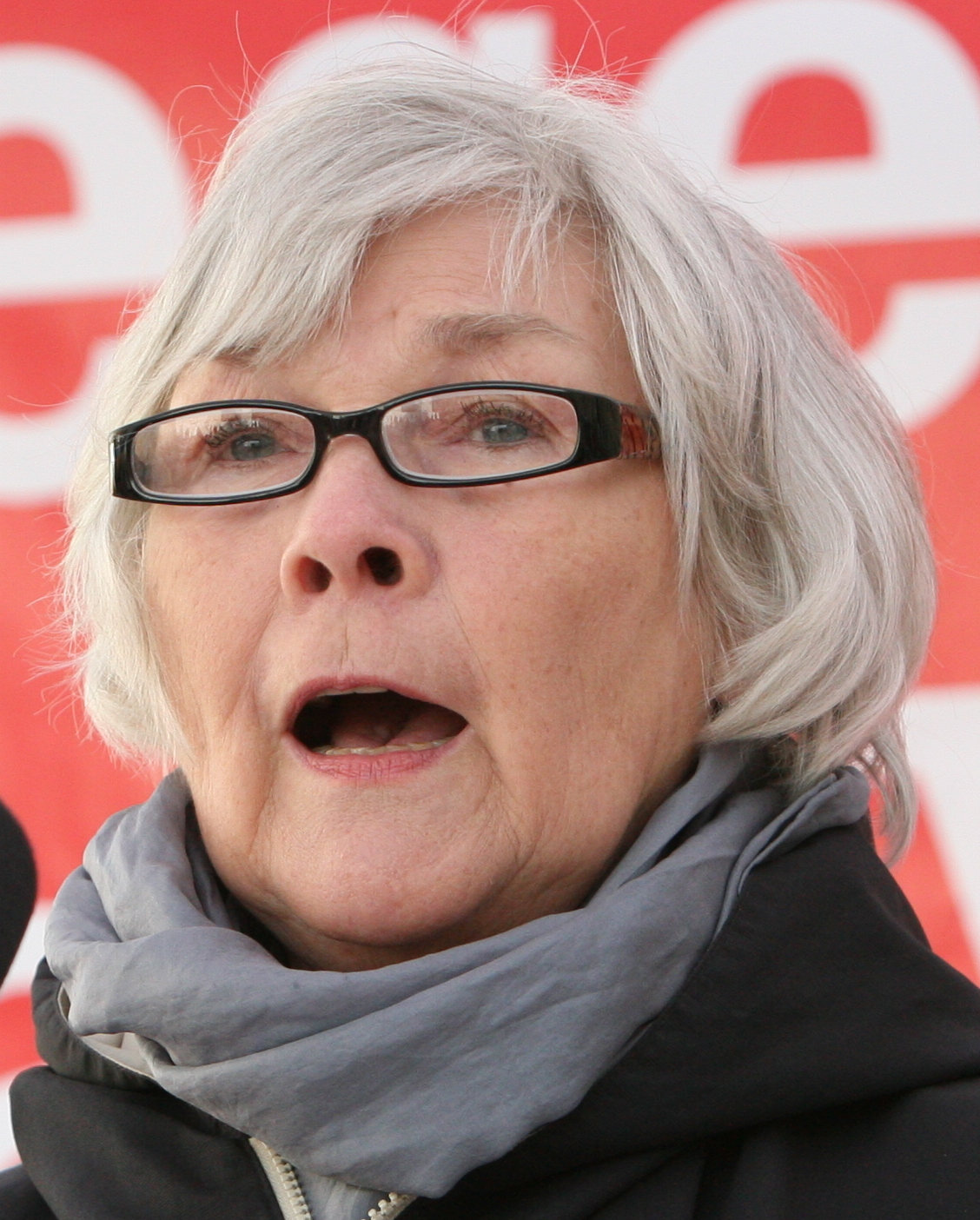
Jutta Wachowiak (* 1940)

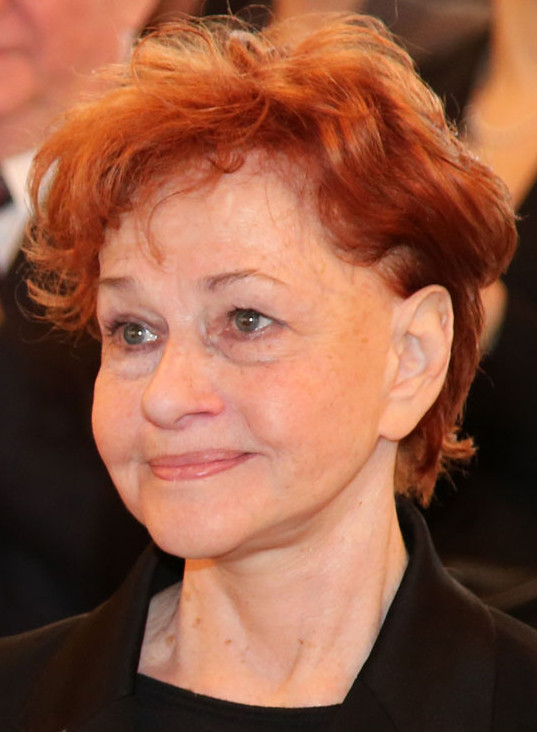
Gertraud Jesserer (* 1943)

- 1926: George Rhoden, jamaikanischer Leichtathlet, Olympiasieger
- 1927: Geneviève Page, französische Schauspielerin
- 1928: Nati Mistral, spanische Sängerin und Schauspielerin
- 1928: Jutta Müller, deutsche Eiskunstläuferin und -trainerin
- 1928: Jack Tramiel, polnisch-US-amerikanischer Unternehmer und Computerpionier
- 1929: Christopher Plummer, kanadischer Schauspieler
- 1929: Angela Gentzmer, deutsche Autorin und Liedtexterin
- 1929: Vestal Goodman, US-amerikanische Gospel-Sängerin
- 1930: Erich Schumann, deutscher Verleger, Geschäftsführer der WAZ-Mediengruppe
- 1930ː Vytautė Žilinskaitė, litauische Satirikerin und Schriftstellerin
- 1931: Giorgio Ardisson, italienischer Schauspieler
- 1931: George Fortune, US-amerikanischer Opernsänger
- 1931: Carl-Heinz Janson, deutscher Politiker und Parteifunktionär
- 1931: Wolfgang Stockmeier, deutscher Komponist und Organist
- 1933: Lou Adler, US-amerikanischer Produzent, Manager und Geschäftsführer
- 1933: Borah Bergman, US-amerikanischer Jazzpianist
- 1933: Paul Bracq, französischer Automobildesigner
- 1933: Eva Vent, deutsche Malerin und Grafikerin
- 1934: Gary Hemming, US-amerikanischer Bergsteiger
- 1935: Hogan Wharton, US-amerikanischer American-Football-Spieler
- 1936: Karim Aga Khan IV., Brite, Oberhaupt der Ismailiten
- 1936: Wang Xi-lin, chinesischer Komponist
- 1937: Robert Gernhardt, deutscher Schriftsteller und Künstler
- 1937: Rob Houwer, niederländischer Filmproduzent, -regisseur und Drehbuchautor
- 1937: Jutta Lampe, deutsche Schauspielerin
- 1937: Paul Maar, deutscher Kinderbuchautor
- 1937: Yvan Pestalozzi, Schweizer Eisenplastiker
- 1938: Joachim Dorfmüller, deutscher Musikwissenschaftler und Organist
- 1938: Heino, deutscher Sänger volkstümlicher Musik
- 1939: Yvon Tapy, französischer Autorennfahrer
- 1938: Samuel Santos López, nicaraguanischer Politiker
- 1940: Gabriel Edgardo Aguilera Peralta, guatemaltekischer Botschafter
- 1940: Edith Clever, deutsche Schauspielerin
- 1940: Jutta Wachowiak, deutsche Schauspielerin
- 1942: Klaus-Dieter Arlt, deutscher Politiker
- 1942: Urs Bührer, Schweizer Komponist, Organist und Musikpädagoge
- 1942: Johann Hahlen, deutscher Verwaltungsjurist, Präsident des Statistischen Bundesamtes
- 1942: Ludwig-Holger Pfahls, deutscher Politiker
- 1943: Ignacio Calderón, mexikanischer Fußballtorwart
- 1943: Gertraud Jesserer, österreichische Film- und Burgschauspielerin
- 1943: Johan Reinhard, US-amerikanischer Archäologe
- 1943: Arturo Ripstein, mexikanischer Regisseur, Produzent und Drehbuchautor
- 1944: Marti Webb, britische Musicalsängerin
- 1945: Reinhold Schäfer, deutscher Informatiker
- 1946: Pierino Prati, italienischer Fußballspieler und -trainer
- 1947: Luis Ángel González Macchi, Staatspräsident von Paraguay
- 1947: Ellen Paschke, deutsche Gewerkschafterin
- 1948: Jeff Baxter, US-amerikanischer Musiker
- 1948: Karl Dampier, österreichischer Politiker
- 1948: Ted Nugent, US-amerikanischer Musiker, Sänger und Songschreiber
- 1949: Tarık Akan, türkischer Schauspieler
- 1949: Rolf Bernhard, Schweizer Leichtathlet
- 1949: Tom Verlaine, US-amerikanischer Sänger, Gitarrist und Songschreiber
- 1950: Rainer Rappmann, deutscher Verleger und Beuys-Schüler

#### 1951–1975

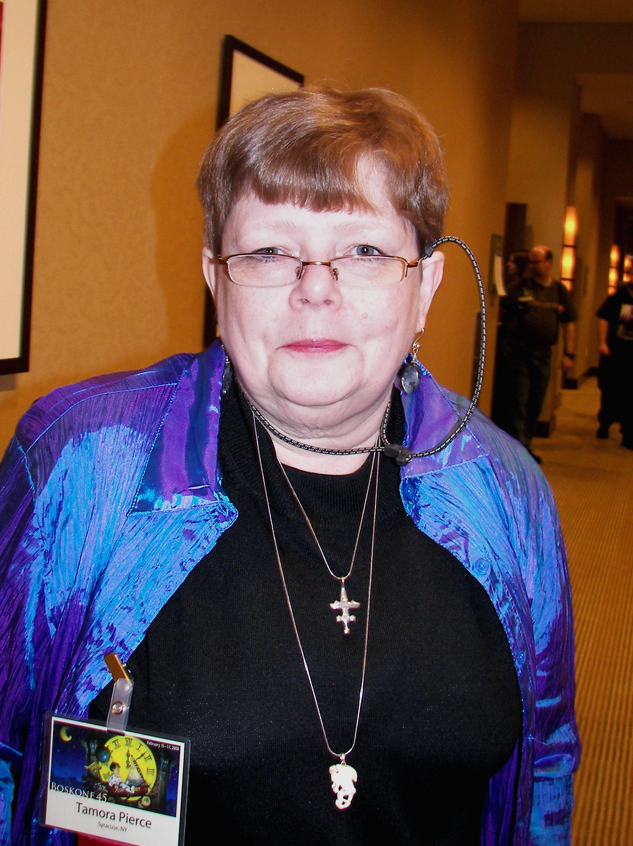
Tamora Pierce (* 1954)

- 1951: Jirō Asada, japanischer Schriftsteller
- 1952: André Borschberg, Schweizer Pilot
- 1952: Jean Rouaud, französischer Schriftsteller
- 1953: Ben Bernanke, US-amerikanischer Ökonom
- 1953: Udo Lielischkies, deutscher Journalist
- 1953: Pat Torpey, US-amerikanischer Musiker
- 1954: John Anderson, US-amerikanischer Country-Sänger
- 1954: Tamora Pierce, US-amerikanische Schriftstellerin
- 1955: Mark Dean Andrus, US-amerikanischer Drehbuchautor
- 1955: Marie-Bernadette Thomas, französische Fußballspielerin
- 1955: Herbert Trattnigg, österreichischer Schauspieler
- 1956: Majida El Roumi, libanesische Sängerin und Schauspielerin
- 1956: Juan Fernández, dominikanischer Schauspieler

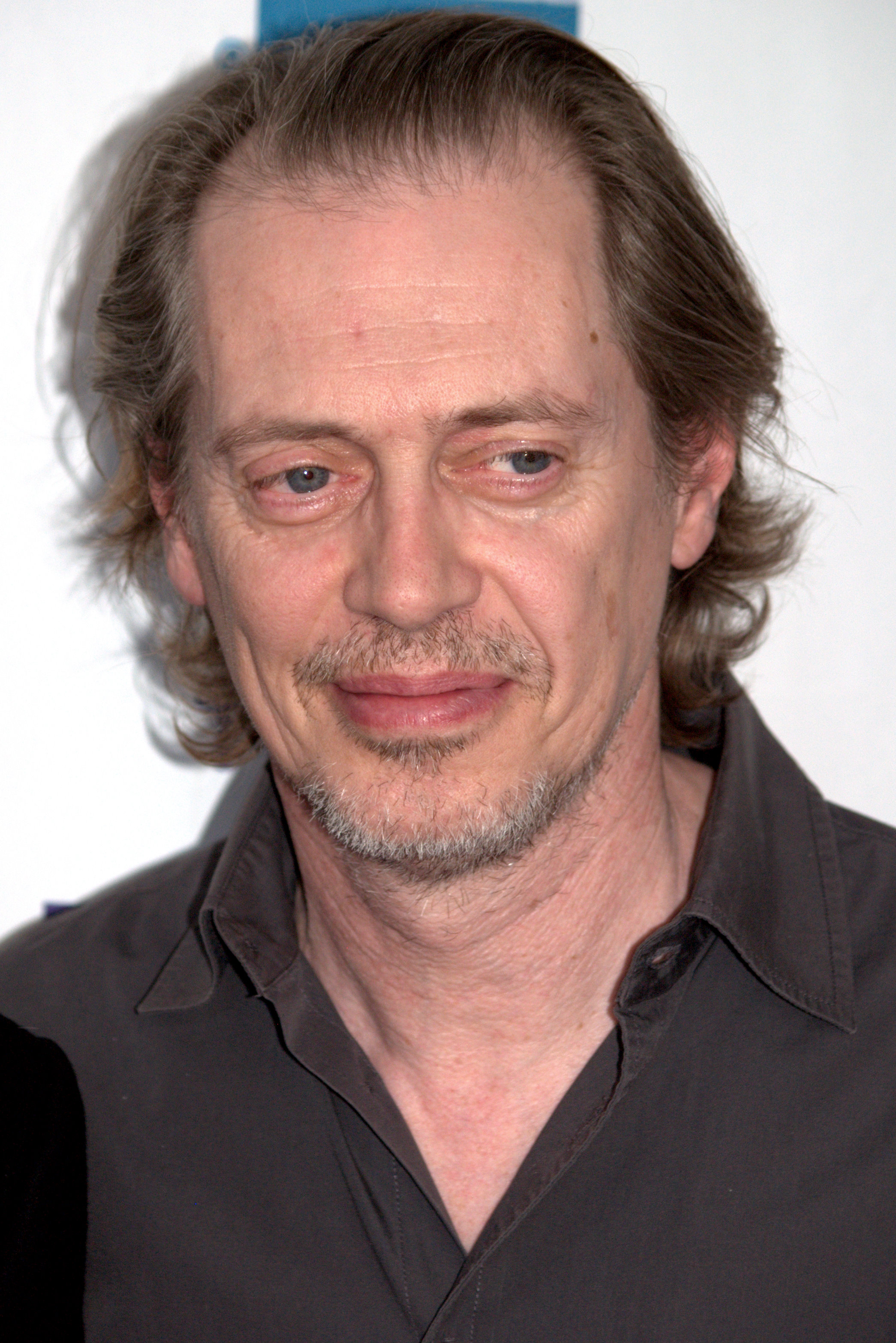
Steve Buscemi (* 1957)

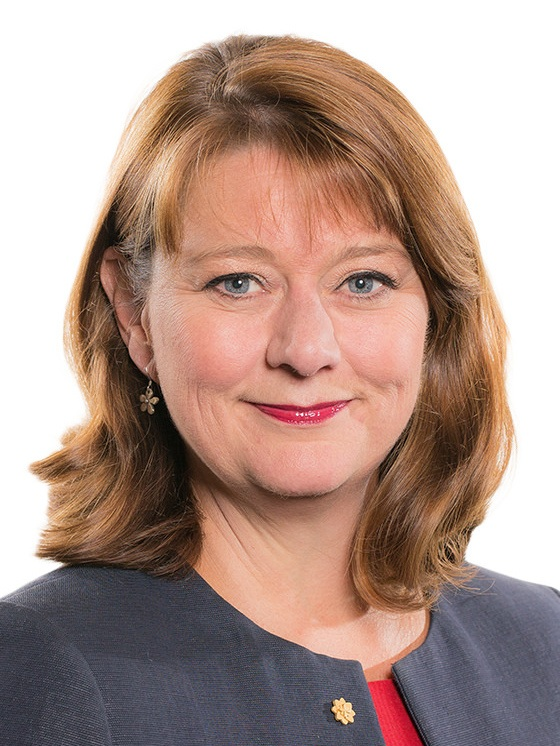
Leanne Wood (* 1971)

- 1957: Steve Buscemi, US-amerikanischer Film- und Bühnenschauspieler
- 1958: Lurrie Bell, US-amerikanischer Bluesmusiker
- 1958: Bernhard Nellessen, deutscher Fernsehjournalist und Rundfunkmanager
- 1958: Yūichi Seirai, japanischer Schriftsteller
- 1958: Johannes Silberschneider, österreichischer Schauspieler
- 1959: Ana Belén Elgoyhen, argentinische Biochemikerin und Molekularbiologin
- 1959: Jophi Ries, deutscher Schauspieler und Regisseur
- 1959: Johnny Whitaker, US-amerikanischer Schauspieler
- 1960: José Eduardo Agualusa, angolanischer Schriftsteller
- 1960: Trey Gunn, US-amerikanischer Musiker
- 1960: Ursula Neugebauer, deutsche Künstlerin
- 1961: Harry Gregson-Williams, britischer Filmkomponist
- 1961: Gary Zimmerman, US-amerikanischer American-Football-Spieler
- 1962: Andreas Müller, deutscher Fußballspieler
- 1962: Orlando Poleo, venezolanischer Perkussionist
- 1963: Conny Dachs, deutscher Pornodarsteller
- 1963: Jouni Kannisto, finnischer Jazzsaxophonist und -flötist
- 1964: Dieter Eilts, deutscher Fußballspieler und -trainer
- 1964: Hideto Matsumoto, japanischer Musiker
- 1965: Kristiane Backer, deutsche Fernsehjournalistin
- 1966: Bret Curtis, US-amerikanischer Unternehmer und Autorennfahrer
- 1966: Marcus Marin, deutscher Fußballspieler
- 1967: Jamie Foxx, US-amerikanischer Schauspieler, Musiker und Comedian
- 1967: Maria Mathis, österreichische Sängerin und Moderatorin
- 1969: Dragan Adžić, montenegrinischer Handballspieler und -trainer
- 1969: Paul Attwood, britischer Bobfahrer
- 1969: Ibou Faye, senegalesischer Leichtathlet
- 1969: Sergei Fjodorow, russischer Hockeyspieler
- 1970: Tonja Buford-Bailey, US-amerikanische Leichtathletin
- 1970: Gerlinde Kaltenbrunner, österreichische Bergsteigerin
- 1970: Danny Lohner, US-amerikanischer Musiker
- 1971: Vaughan Coveny, neuseeländischer Fußballspieler
- 1971: John Falb, US-amerikanischer Autorennfahrer
- 1971: Elina Kritzokat, deutsch-finnische Literaturübersetzerin aus dem Finnischen
- 1971: Jeffrey Pierce, US-amerikanischer Schauspieler
- 1971: Sascha Lange, deutscher Autor, Historiker und Musiker
- 1971: Oliver Rihs, Schweizer Filmregisseur, Drehbuchautor und Filmproduzent
- 1971: Michael Scholten, deutscher Journalist und Schriftsteller
- 1971: Tawan Sripan, thailändischer Fußballspieler und -trainer
- 1971: Oliver Straube, deutscher Fußballspieler
- 1971: Leanne Wood, walisische Politikerin
- 1972: Willi Weitzel, deutscher Fernsehmoderator
- 1973: Emre Aşık, türkischer Fußballspieler und -trainer
- 1974: Mika Ahola, finnischer Endurosportler
- 1974: Sara Cox, britische Radiomoderatorin und Autorin
- 1974: Gerit Winnen, deutscher Handballspieler
- 1975: Tom DeLonge, US-amerikanischer Sänger und Gitarrist

#### 1976–2000
- 1976: Paavo Arhinmäki, finnischer Politiker
- 1976: Viola Bauer, deutsche Skilangläuferin
- 1977: Kerstin Kramer, deutsche Schauspielerin und Moderatorin
- 1980: Alan Alborn, US-amerikanischer Skispringer
- 1980: Patrik Antonius, finnischer Pokerspieler
- 1980: Nathalia Holt, US-amerikanische Autorin

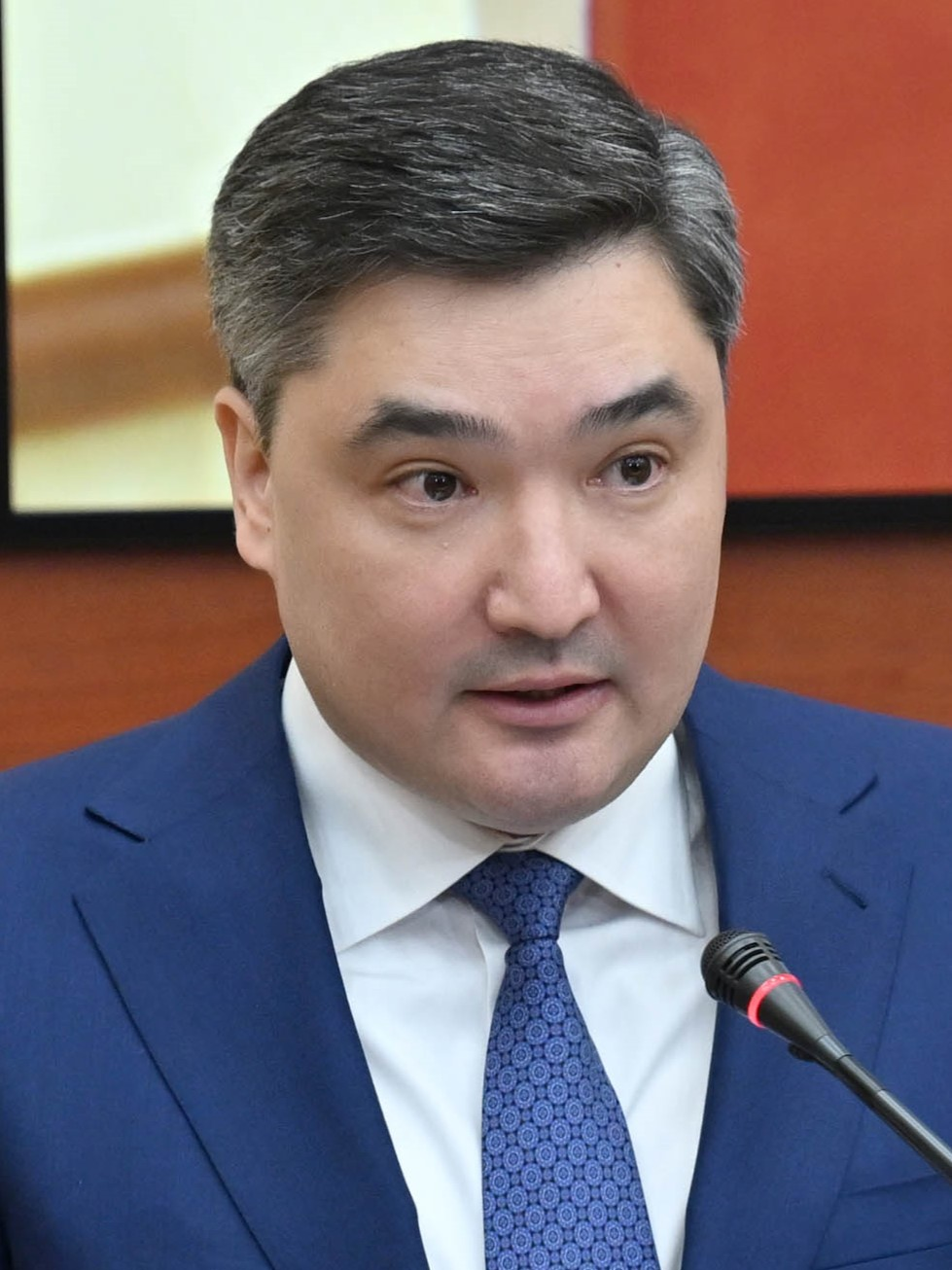
Olschas Bektenow (* 1980)

- Olschas Bektenow (* 1980)1980: Olschas Bektenow, kasachischer Politiker
- 1981: Amy Lee, US-amerikanische Sängerin
- 1982: Tuka Rocha, brasilianischer Rennfahrer
- 1983: Tanya van Graan, südafrikanische Schauspielerin
- 1983: Richard Hibbard, walisischer Rugbyspieler
- 1983: Otylia Jędrzejczak, polnische Schwimmerin
- 1984: Santi Cazorla, spanischer Fußballspieler
- 1984: Michal Kadlec, tschechischer Fußballspieler

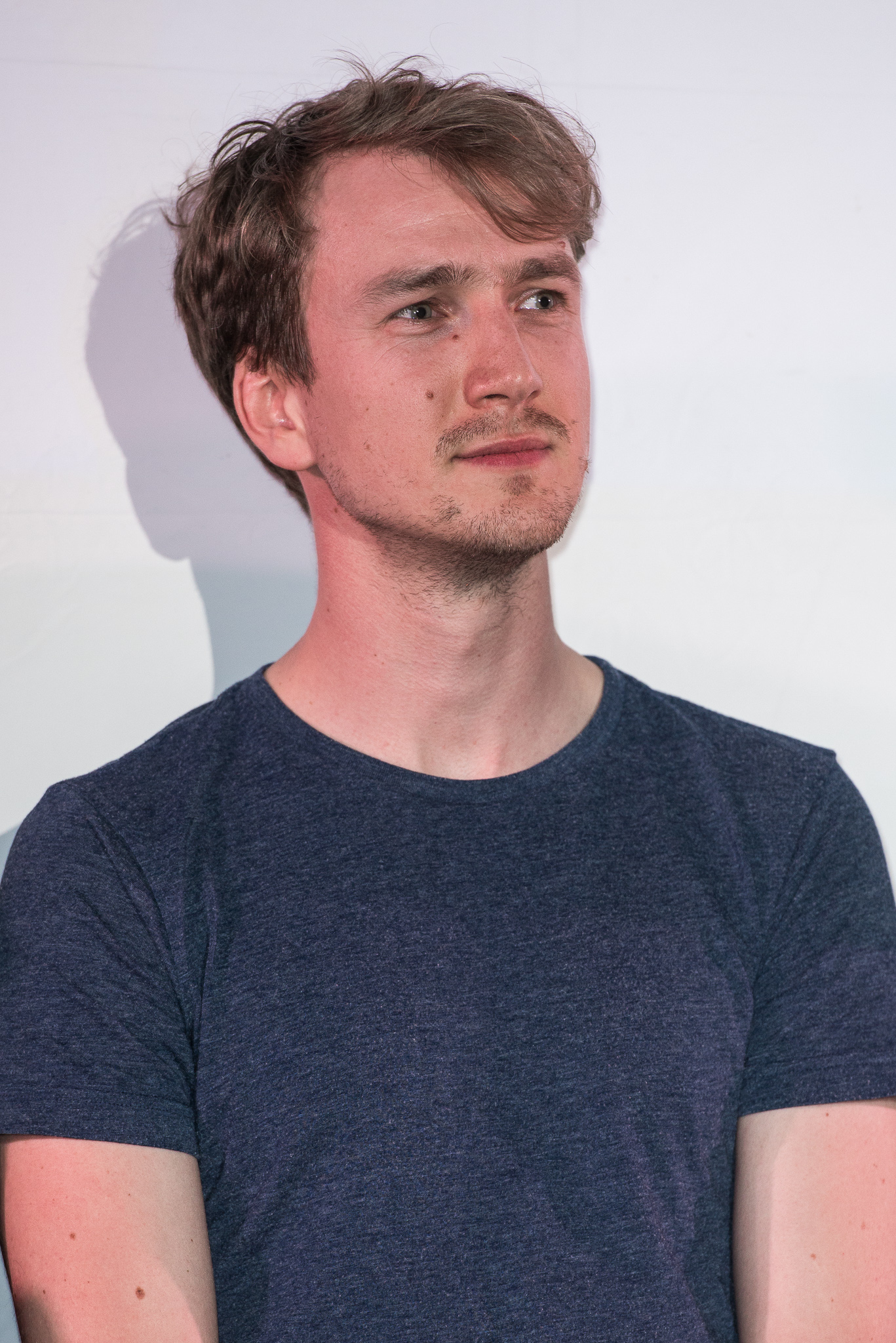
Jan Krauter (* 1984)

- 1984: Jan Krauter, deutscher Schauspieler und Hörspielsprecher
- 1985: Laurence Leboeuf, kanadische Schauspielerin
- 1985: Raimund Widra, deutscher Schauspieler
- 1986: Christian Engelhart, deutscher Autorennfahrer
- 1986: Miranda Schmidt-Robben, niederländische Handballspielerin
- 1987: Michael Socha, britischer Schauspieler
- 1987: Wéverton, brasilianischer Fußballtorwart
- 1987: Mark Yee, US-amerikanischer Cellist
- 1988: Rassul Abduraim, kirgisischer Taekwondoin
- 1988: Riker Hylton, jamaikanischer Leichtathlet

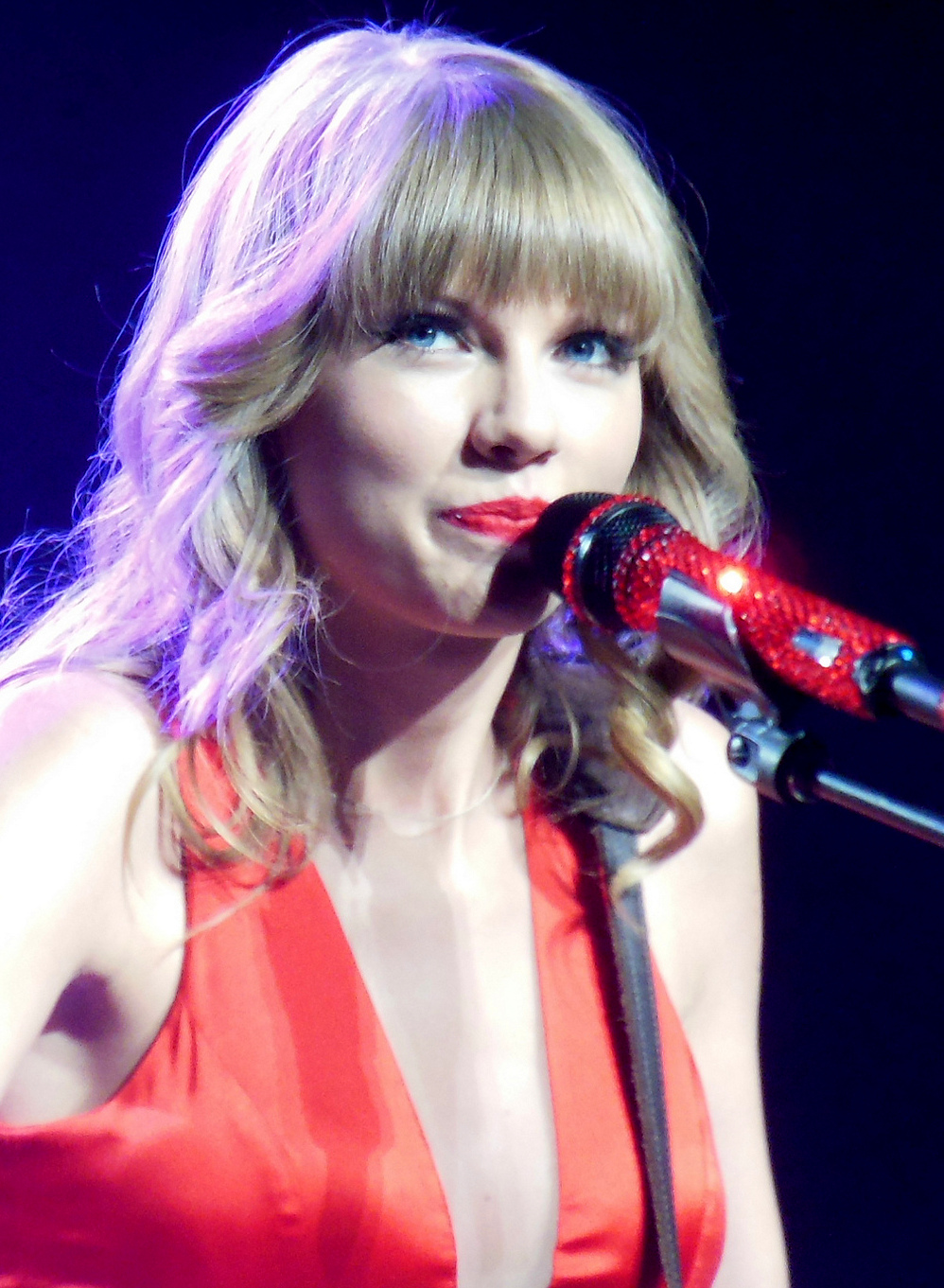
Taylor Swift (* 1989)

- 1989: Taylor Swift, US-amerikanische Sängerin
- 1990: Niklas Ruß, deutscher Handballspieler
- 1993: Patrick Zieker, deutscher Handballspieler
- 1994: Millene, brasilianische Fußballspielerin
- 1995: Emilee Anderson, US-amerikanische Skispringerin
- 1995: Marvin Friedrich, deutscher Fußballspieler
- 1996: Nicolai Rapp, deutscher Fußballspieler
- 1996: Asja Zenere, italienische Skirennläuferin
- 1998: Florian Karl Jelinek, österreichischer Webvideoproduzent, Musiker und Unternehmer
- 1998: Barnabás Szőllős, ungarisch-israelischer Skirennläufer
- 2000: Simona Waltert, Schweizer Tennisspielerin

## Gestorben

### Vor dem 17. Jahrhundert
- 0669: Autbert von Cambrai, Heiliger und Bischof von Arras und Cambrai
- 0940: Ar-Rādī bi-'llāh, zwanzigster Kalif der Abbasiden
- 1067: Richard, Graf von Évreux
- 1121: Ulrich von Eppenstein, Abt von St. Gallen und Patriarch von Aquileia
- 1124: Calixt II., Papst
- 1126: Heinrich der Schwarze, Herzog von Bayern
- 1204: Maimonides, jüdischer Religionsphilosoph, Arzt und Rechtsgelehrter
- 1230: Karl I., Bischof von Seckau

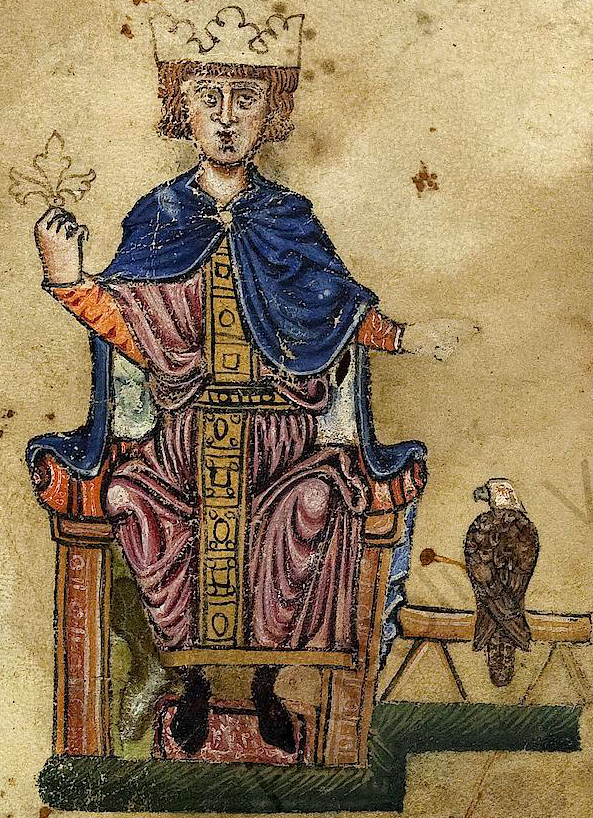
Friedrich II. († 1250)

- 1250: Friedrich II., deutscher König und Kaiser des Heiligen Römischen Reiches
- 1277: Johann I., Herzog zu Braunschweig und Lüneburg
- 1315: Gaston I., Graf von Foix, Vizegraf von Castelbon und Béarn sowie Co-Herr von Andorra
- 1393: Wilhelm II., Herzog von Jülich
- 1394: Otto I., Herzog von Braunschweig-Lüneburg und Fürst von Göttingen
- 1421: Hermann von Cilli, Bischof von Freising
- 1466: Donatello, italienischer Bildhauer
- 1467: Philipp Schenk von Erbach, Benediktiner und Fürstabt des Klosters Weißenburg
- 1474: Burkard II. Scheel, Abt des Zisterzienserklosters in Ebrach
- 1475: Johann von Pfalz-Simmern, Bischof von Münster und Erzbischof von Magdeburg
- 1516: Johannes Trithemius, deutscher Abt und Mystiker
- 1521: Manuel I., portugiesischer König
- 1528: Kasimir II., Herzog von Glogau und Teschen
- 1557: Niccolò Tartaglia, italienischer Mathematiker
- 1559: Michael Caelius, deutscher Theologe und Reformator
- 1561: Johann III., letzter Graf von Nassau-Beilstein
- 1565: Conrad Gessner, schweizerischer Arzt, Naturforscher und Altphilologe
- 1565: Joachim von Neuhaus, Burggraf von Karlstein und Oberstkanzler von Böhmen
- 1574: Selim II., Sultan des Osmanischen Reiches
- 1584: Jean d’Amboise, französischer Chirurg
- 1592: Philippe de Lénoncourt, französischer Kardinal
- 1600: Albert Friedrich von Brandenburg, Markgraf von Brandenburg

### 17. und 18. Jahrhundert
- 1621: Katharina Stenbock, Königin von Schweden
- 1622: Jan Campanus Vodňanský, tschechischer Schriftsteller, Komponist und Rektor der Prager Karls-Universität
- 1626: Adriaen de Vries, niederländischer Bildhauer und Maler
- 1628: Songtham, König von Ayutthaya
- 1634: Johann Suevus, deutscher Rechtswissenschaftler
- 1635: Heinrich II. Reuß (jüngere Linie), Herr zu Gera, Lobenstein und Ober-Kranichfeld
- 1638: Katharina Wasa, schwedische Prinzessin und Herzogin von Zweibrücken
- 1641: Johanna Franziska von Chantal, französische Ordensgründerin
- 1656: Konrad Balthasar Pichtel, deutscher Jurist und Hofbeamter
- 1673: Pedro Nuño Colón de Portugal, spanischer Offizier, Kolonialverwalter und Vizekönig von Neuspanien
- 1677: Thomas Howard, 5. Duke of Norfolk, englischer Adeliger
- 1682: Aegidius Strauch II., deutscher lutherischer Theologe
- 1683: Anna Sophia II., Prinzessin von Hessen-Darmstadt und Äbtissin des Stifts Quedlinburg
- 1696: Georg Matthäus Vischer, österreichischer Topograph und Geistlicher
- 1697: Lluís Bonifaç der Ältere, französischer Bildhauer

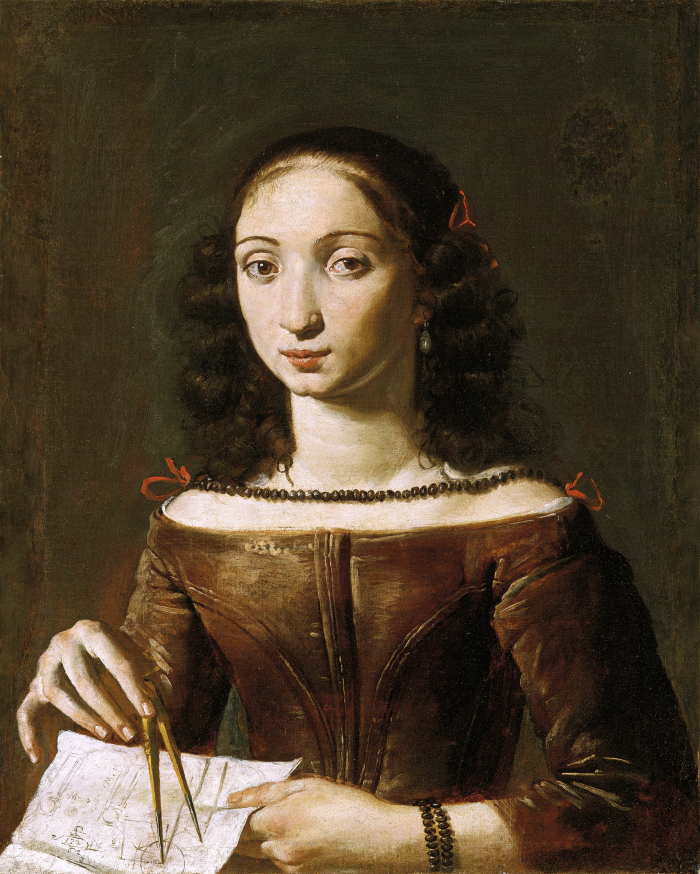
Plautilla Bricci († 1705)

- Plautilla Bricci († 1705)1705: Plautilla Bricci, römische Architektin und Malerin im Kirchenstaat
- 1716: Charles de La Fosse, französischer Maler
- 1718: Johann Arnoldi, stolbergischer Hofrat
- 1721: Alexander Selkirk, schottischer Seefahrer und Abenteurer, Vorbild für Daniel Defoes Robinson Crusoe
- 1732: Christian Heinrich Aschenbrenner, deutscher Komponist und Violinist
- 1737: Tobias Eckhard, deutscher Pädagoge, Theologe und Philologe
- 1743: Giuseppe Torretti, italienischer Bildhauer
- 1744: Charlotte de La Mothe-Houdancourt, Französin, Gouvernante der königlichen Kinder Frankreichs, insbesondere von König Ludwig XV.
- 1754: Mahmud I., Sultan des Osmanischen Reichs
- 1762: Jonathan Krause, deutscher Theologe und Kirchenliederdichter
- 1763: Giuseppe Maria Buonaparte, korsischer Politiker und Großvater Napoleons I.
- 1765: Louis François Anne de Neufville, duc de Villeroy, Pair von Frankreich
- 1768: Johann Christoph von Dreyhaupt, deutscher Historiker
- 1768: Johann Conrad Peyer, Schweizer Jurist, Politiker und Dichter
- 1769: Christian Fürchtegott Gellert, deutscher Dichter
- 1770: Johann Bätz, deutsch-niederländischer Orgelbauer
- 1776: Karl Franz Henisch, deutscher Schauspieler und Librettist
- 1782: Carl Friedrich Aichinger, deutscher Sprachwissenschaftler
- 1782: Christian Friedrich Boetius, deutscher Maler, Zeichner und Kupferstecher

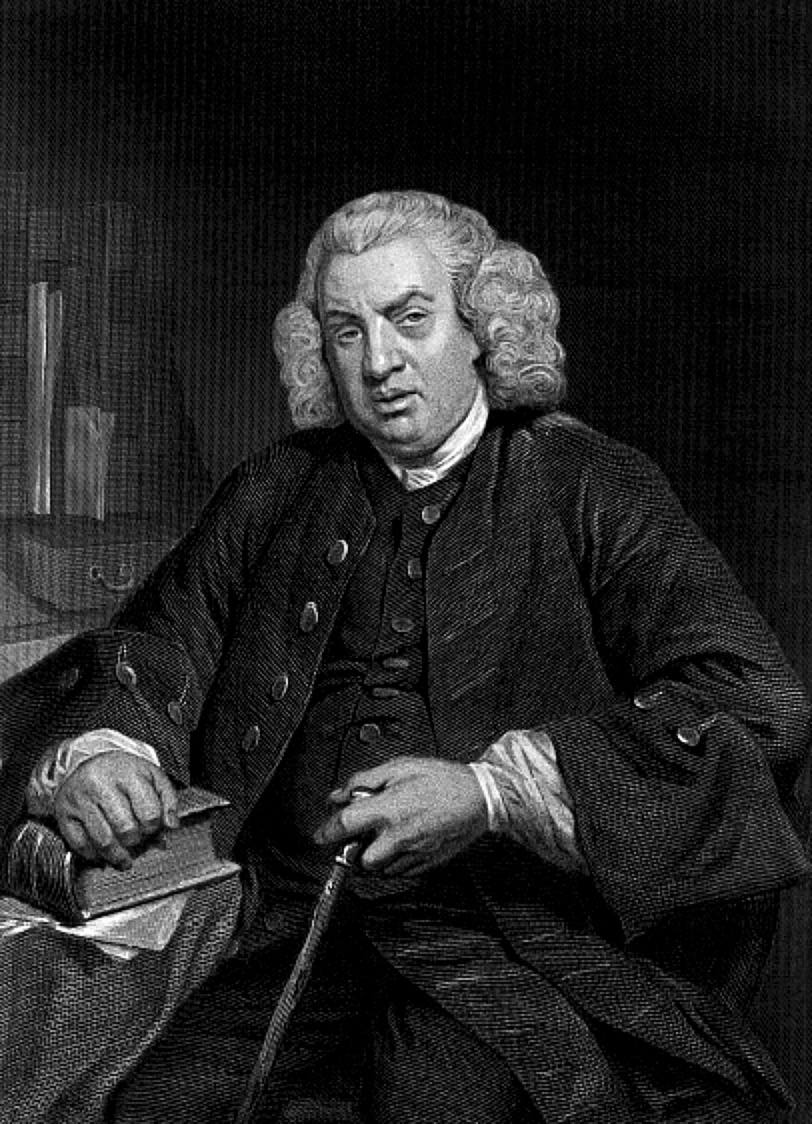
Samuel Johnson († 1784)

- 1784: Samuel Johnson, britischer Gelehrter, Lexikograf, Schriftsteller, Dichter und Kritiker
- 1793: Johann Joachim Christoph Bode, deutscher Übersetzer
- 1797: Louis Legendre, französischer Politiker

### 19. Jahrhundert

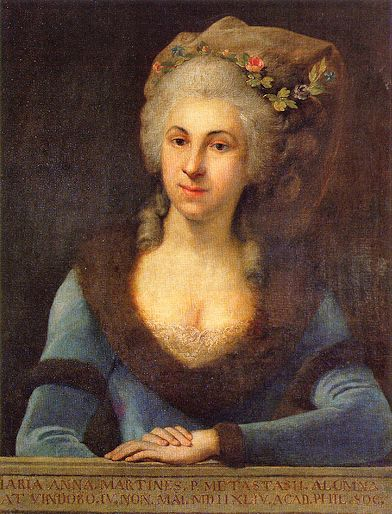
Marianna Martines († 1812)

- 1807: Albrecht von Mülinen, Schweizer Politiker, Schultheiss von Bern
- 1812: Marianna von Martines, österreichische Komponistin und Sopranistin
- 1814: Jean-Baptiste Broussier, französischer General
- 1814: Charles Joseph de Ligne, österreichischer Feldmarschall
- 1817: Paul Kitaibel, ungarischer Botaniker und Naturforscher
- 1822: Tommaso Conca, italienischer Maler
- 1823: Pawel Andrejewitsch Schuwalow, russischer General und Diplomat
- 1826: Friedrich Benjamin Bucher, sächsischer Jurist, Wirtschaftspolitiker und Übersetzer
- 1832: Christian Daniel Beck, deutscher Philologe
- 1834: Charles Goldsborough, US-amerikanischer Politiker
- 1840: José Güemes, argentinischer Unabhängigkeitskämpfer und Politiker
- 1845: Friedrich Ludwig Escher, Schweizer Plantagenbesitzer und Sklavenhalter
- 1849: Johann Centurius von Hoffmannsegg, deutscher Botaniker, Entomologe und Ornithologe
- 1852: Karl Baldamus, deutscher Jurist und Publizist, Lyriker, Erzähler und Dichter
- 1852: Edward Seguin, US-amerikanischer Opernsänger und Impresario
- 1854: Andreas Buchner, deutscher Historiker und Theologe
- 1856: Otto von der Groeben, preußischer Rittergutbesitzer und Politiker

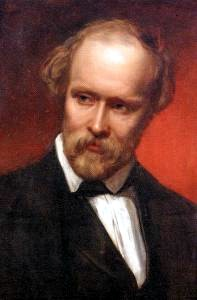
Friedrich Hebbel († 1863)

- 1863: Friedrich Hebbel, deutscher Dramatiker und Lyriker
- 1867: Artur Grottger, polnischer Maler und Zeichner
- 1869: Emilie Louise Fontane, deutsche Mutter des Dichters Theodor Fontane
- 1875: Georg Friedrich Daumer, deutscher Religionsphilosoph und Lyriker, Erzieher von Kaspar Hauser
- 1880: Martin Gropius, deutscher Architekt, Großonkel des Architekten und Bauhausgründer Walter Gropius
- 1880: John Stenhouse, schottischer Chemiker
- 1881: August Šenoa, kroatischer Schriftsteller
- 1883: Victor de Laprade, französischer Dichter
- 1884: Lars Anton Anjou, schwedischer Kirchenhistoriker, Politiker und Geistlicher
- 1889: Jenő Ábel, ungarischer Schriftsteller, Altphilologe und Hochschullehrer
- 1893: Adolph Godeffroy, deutscher Kaufmann und Mitbegründer der Hapag
- 1898: George Frederick Bristow, US-amerikanischer Komponist
- 1898: Otto Hendel, deutscher Buchdrucker und Verleger

### 20. Jahrhundert

#### 1901–1950
- 1901: Johann Diepenbrock, deutscher Orgelbauer
- 1905: Anna von der Asseburg, deutsche Adelige
- 1909: Innokenti Fjodorowitsch Annenski, russischer Dichter, Literaturkritiker, Dramatiker und Übersetzer
- 1911: Eugen von Kahler, deutschsprachiger Maler und Grafiker
- 1912: Armand d’Artois, französischer Schriftsteller
- 1912: Franz Simandl, tschechisch-österreichischer Kontrabassist und Musikpädagoge
- 1917: Ernst Ritter von Dombrowski, böhmischer Jäger und Schriftsteller
- 1917: Ebe Walter Tunnell, US-amerikanischer Politiker
- 1918: Hermann Erler, deutscher Musikverleger, Komponist und Schriftsteller
- 1922: Arthur Wesley Dow, US-amerikanischer Landschaftsmaler

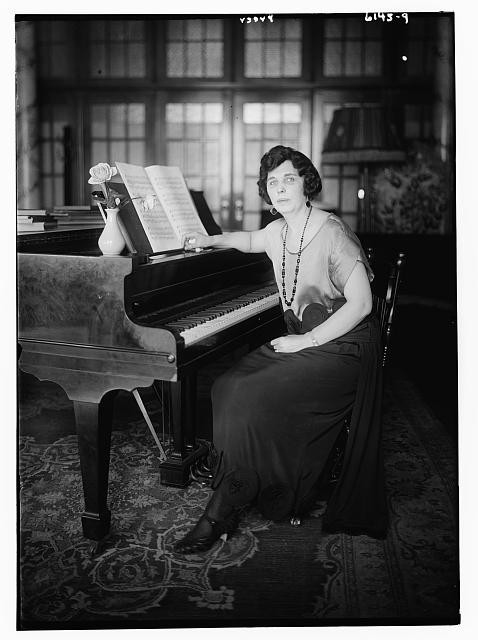
Eleanor Everest Freer († 1942)

- 1922: Hannes Hafstein, isländischer Schriftsteller und Politiker
- 1924: Samuel Gompers, US-amerikanischer Gewerkschaftsführer
- 1925ː Caroline von Gomperz-Bettelheim, österreich-ungarische Pianistin und Kammersängerin
- 1926: Rudolf Eisler, österreichischer Erkenntnistheoretiker
- 1926: Karl Friedrich Gegauf, Schweizer Unternehmer, Gründer der Bernina Nähmaschinenfabrik
- 1926: Théo van Rysselberghe, flämischer Maler des Pointillismus
- 1928: Jacob McGavock Dickinson, US-amerikanischer Politiker
- 1930: Fritz Pregl, österreichischer Chemiker, Nobelpreisträger
- 1933: Hendrik Barend Greven, niederländischer Wirtschaftswissenschaftler und Statistiker
- 1935: Victor Grignard, französischer Chemiker, Nobelpreisträger
- 1936: Friedrich Vitzthum von Eckstädt, deutscher Gutsbesitzer, Diplomat und Politiker
- 1938: Pierre Lafitte, französischer Verleger und Journalist
- 1939: Gildardo Magaña, mexikanischer Autor, Politiker, Revolutionär und Anarchosyndikalist
- 1942ː Eleanor Everest Freer, US-amerikanische Komponistin und Philanthropin
- 1944: Engelbert Brinker, deutscher Widerstandskämpfer

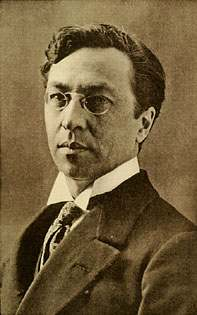
Wassily Kandinsky († 1944)

- 1944: Wassily Kandinsky, russischer Maler und Graphiker
- 1944: Lupe Vélez, mexikanische Schauspielerin
- 1945: Johanna Bormann, deutsche Wärterin in Konzentrationslagern
- 1945: Wilhelm Dörr, deutscher SS-Unteroffizier, stv. KZ-Lagerkommandant, Kriegsverbrecher
- 1945: Leopold Jessner, deutscher Theaterregisseur
- 1945: Galka Scheyer, deutsch-US-amerikanische Malerin, Kunsthändlerin und Kunstsammlerin
- 1945: Adalbert Seligmann, österreichischer Maler und Kunstkritiker
- 1947: Nicholas Roerich, russischer Maler, Schriftsteller, Archäologe, Wissenschaftler, Reisender und Philosoph
- 1947: Robert John Strutt, 4. Baron Rayleigh, britischer Physiker
- 1948: Frans Drion, niederländischer Lehrer, Politiker und Anarchist
- 1950: Abraham Wald, US-amerikanischer Mathematiker

#### 1951–1975

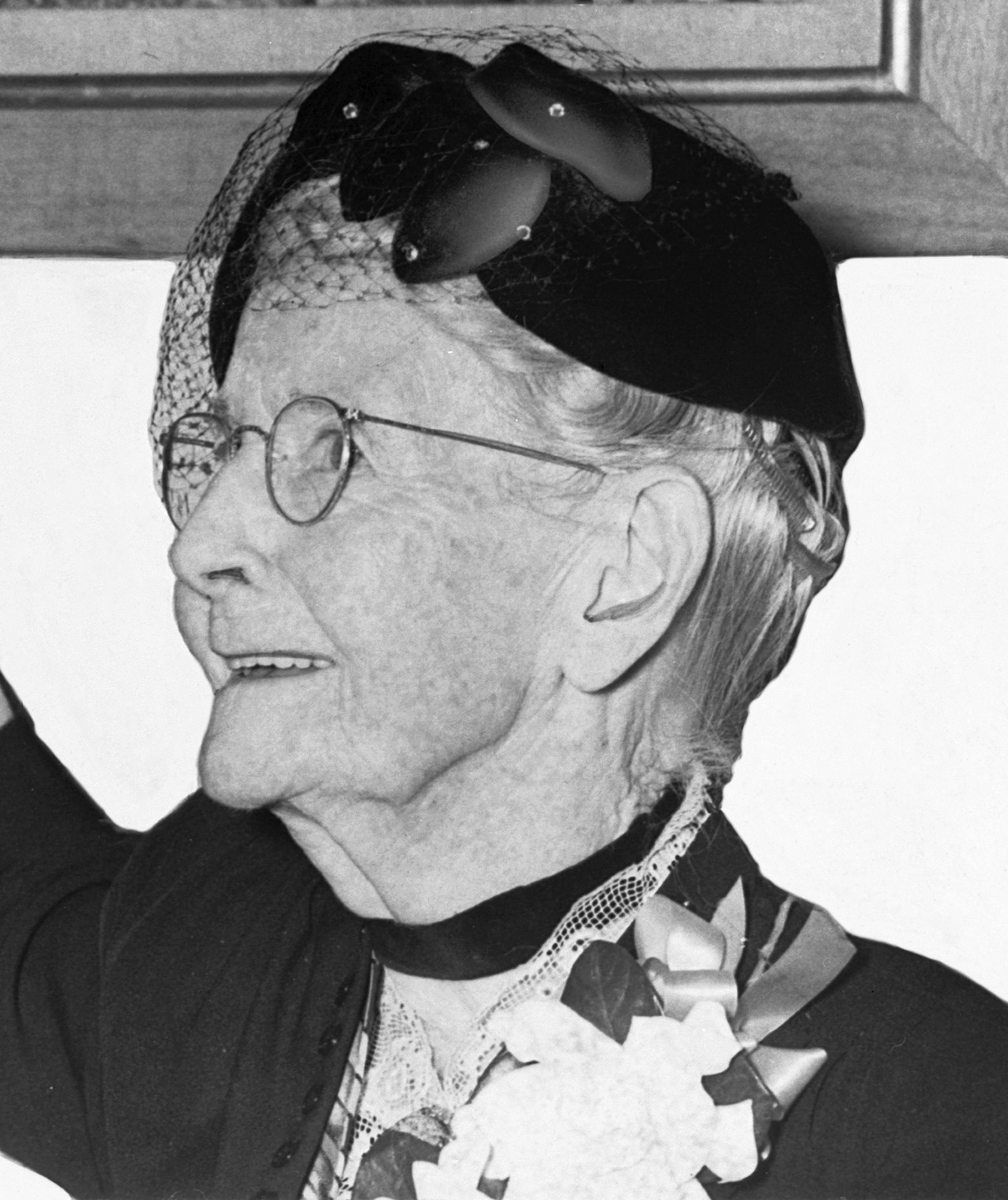
Grandma Moses († 1961)

- 1955: António Caetano de Abreu Freire Egas Moniz, portugiesischer Neurologe und Politiker
- 1956: Justin Godart, französischer Politiker
- 1957: Oscar Kambly, Schweizer Unternehmer und Zuckerbäcker
- 1957: Georg Pahl, deutscher Schauspieler und Hörspielsprecher
- 1959: Peter Platzer, österreichischer Fußballspieler
- 1961: August Högn, deutscher Lehrer, Schulrektor, Komponist und Heimatforscher
- 1961: Grandma Moses, US-amerikanische Malerin
- 1961: Richard Zöller, deutscher Richter
- 1962: Rudolf Wissell, deutscher Politiker, MdR, Reichsminister
- 1963: Filippo Anfuso, italienischer Diplomat, Staatssekretär und Politiker

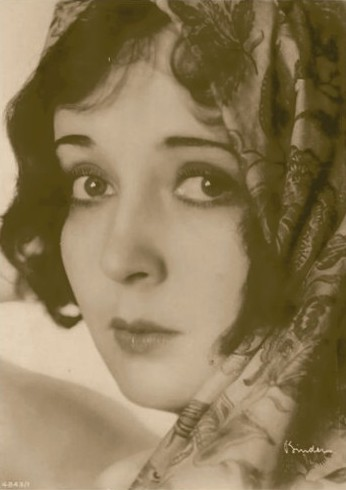
Dita Parlo († 1971)

- 1963: Josef Keil, österreichischer Historiker, Epigraphiker und Archäologe
- 1966: Fritz Grantze, deutscher Politiker, MdL, MdB
- 1966: Bruno Karl August Jung, deutscher Lokalpolitiker
- 1966: Stanisław Mikołajczyk, polnischer Exilpremier
- 1967: Georg Dix, deutscher Politiker und Widerstandskämpfer
- 1968: Siegfried Reda, deutscher Komponist und Organist
- 1969: Shishi Bunroku, japanischer Schriftsteller
- 1971: François Augiéras, französischer Autor
- 1971: Dita Parlo, deutsch-französische Filmschauspielerin
- 1971: Bruno Baum, deutscher KPD- und SED-Funktionär
- 1972: Robert Laly, französischer Autorennfahrer
- 1973: Giuseppe Beltrami, italienischer Geistlicher, vatikanischer Diplomat und Kardinal

#### 1976–2000
- 1976: Eduard Claudius, deutscher Schriftsteller
- 1976: Lambert Schill, deutscher Verbandsfunktionär und Politiker, MdB
- 1977: Oğuz Atay, türkischer Schriftsteller
- 1978: Heinrich Kautz, deutscher Pädagoge und Schriftsteller
- 1979: Alfred Kardinal Bengsch, deutscher Geistlicher, Bischof von Berlin
- 1979: Thomas Braut, deutscher Schauspieler
- 1982: Jan Anderle, tschechischer Testpilot
- 1984: Max Schönherr, österreichischer Komponist, Dirigent und Musikschriftsteller
- 1985ː Rita Bartos, österreichische Opernsängerin
- 1986: Heather Angel, britische Schauspielerin
- 1987: Herbert Tiede, deutscher Schauspieler
- 1988: André Jaunet, Schweizer Flötist
- 1989: Robert Blue, US-amerikanischer Politiker, Gouverneur von Iowa
- 1989: Michał Wiłkomirski, polnischer Geiger, Bratschist und Musikpädagoge
- 1991: Jan Hendriks, deutscher Schauspieler
- 1991: Emil Zbinden, Schweizer Zeichner, Xylograph und Kunstmaler
- 1992: Wilhelm von Ammon, deutscher Jurist
- 1992: Ellis Arnall, US-amerikanischer Politiker
- 1993: Kenneth Bliss Anderson, US-amerikanischer Drehbuchautor und Animator
- 1993: Ghasisa Schubanowa, kasachische Komponistin
- 1994: Glenn Malcolm Anderson, US-amerikanischer Politiker
- 1994: Olga Rubzowa, russische Schachspielerin
- 1995: Klaus Enderlein, deutscher Motorradrennfahrer
- 1996: Otto Kurth, deutscher Schauspieler und Regisseur

### 21. Jahrhundert
- 2001: Elsbeth Plehn, deutsche Sängerin, Gesangspädagogin und Hochschullehrerin
- 2001: Chuck Schuldiner, US-amerikanischer Gitarrist und Sänger
- 2002: Jurgis Kunčinas, litauischer Schriftsteller
- 2004: August Graf Kageneck, deutscher Journalist
- 2004: Eduard Ohlinger, deutscher Gewichtheber
- 2004: Tom Turesson, schwedischer Fußballspieler und -trainer
- 2004: David Wheeler, britischer Computerpionier
- 2005: Stanley „Tookie“ Williams, US-amerikanischer Straftäter und Autor

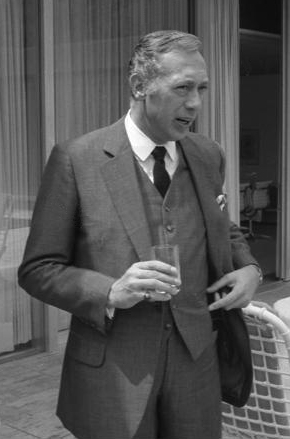
Horst Tappert († 2008)

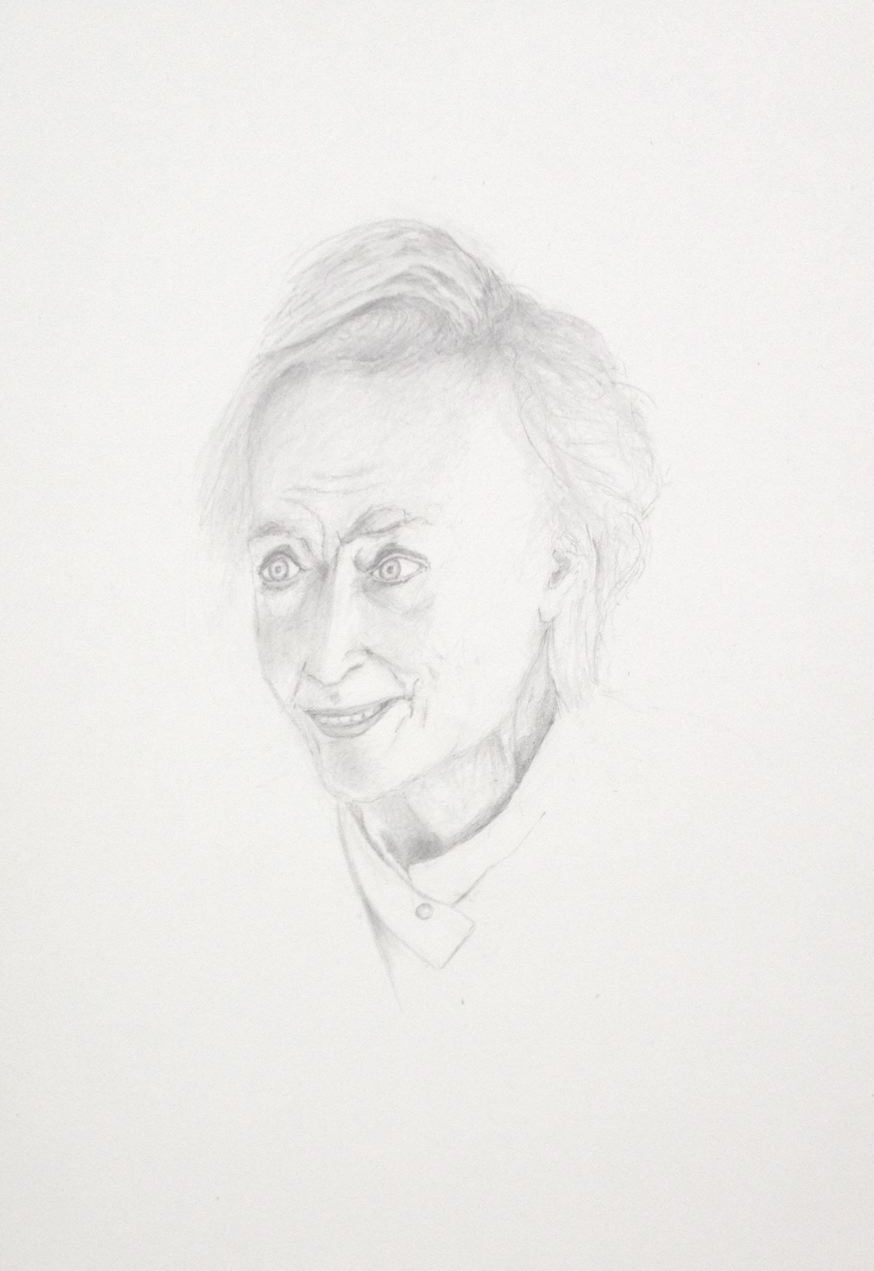
Sabine Hoffmann, († 2016)

- 2006: Henry Beachell, US-amerikanischer Agrarwissenschaftler
- 2006: Lamar Hunt, US-amerikanischer Sportfunktionär
- 2006: Robert Long, niederländischer Liedermacher
- 2006: Homesick James, US-amerikanischer Bluesmusiker
- 2007: Floyd „Red Crow“ Westerman, US-amerikanischer Sänger, Schauspieler und indianischer Aktivist (AIM)
- 2007: Sybille Schloß, deutsche Schauspielerin
- 2008: Horst Tappert, deutscher Schauspieler
- 2009: Paul A. Samuelson, US-amerikanischer Wirtschaftswissenschaftler
- 2009: Larry Sultan, US-amerikanischer Künstler und Fotograf
- 2010: Richard Holbrooke, US-amerikanischer Diplomat
- 2010: Woolly Wolstenholme, US-amerikanischer Musiker
- 2011: Anthony Amato, US-amerikanischer Operndirektor, Gründer und Leiter der Amato Opera
- 2011: Russell Hoban, US-amerikanischer Schriftsteller
- 2011: Klaus-Dieter Sieloff, deutscher Fußballspieler
- 2012: Otto Ketting, niederländischer Komponist
- 2013: Horst Tomayer, deutscher Autor und Schauspieler
- 2014: Ernst Albrecht, deutscher Politiker
- 2014: Claus Küchenmeister, deutscher Schriftsteller
- 2014: Roger Masson, französischer Autorennfahrer und Landwirt
- 2014: Andreas Schockenhoff, deutscher Politiker
- 2015: Benedict Anderson, US-amerikanischer Politologe
- 2016: Sabine Hoffmann, deutsche Malerin und Bildhauerin
- 2016: Betsy Pecanins, mexikanische Sängerin
- 2016: Thomas Schelling, US-amerikanischer Ökonom und Nobelpreisträger
- 2016: Alan Thicke, kanadischer Schauspieler
- 2017: Horst Bräunlich, deutscher Sportjournalist und Radrennfahrer
- 2018: Nancy Wilson, US-amerikanische Jazz-Sängerin
- 2019: Gerd Baltus, deutscher Schauspieler
- 2020: Ambrose Dlamini, eswatinischer Politiker
- 2021: Aapo Perko, finnischer Kugelstoßer
- 2022: Lauri Bergqvist, finnischer Skilangläufer
- 2022: Christoph-Adolf Fürus, deutscher Generalmajor
- 2022: Josef Mattausch, deutscher Germanist und Goethe-Forscher
- 2023ː Verica Nedeljković, serbische Schachspielerin

## Feier- und Gedenktage
- Kirchliche Gedenktage:
  - Hl. Lucia von Syrakus, römische Jungfrau und Märtyrerin (evangelisch, anglikanisch, katholisch, orthodox, armenisch)
  - Hl. Odilia, Adelige, Äbtissin und Schutzpatronin (evangelisch, katholisch, orthodox)
  - Christian Fürchtegott Gellert, deutscher Theologe und Liederdichter (evangelisch)
  - Hl. Jodok, französischer Einsiedler, Geistlicher und Klostergründer (katholisch)
- Namenstage
  - Jodok
- Staatliche Feier- und Gedenktage
  - Malta: Republic Day (1974)
- Brauchtum
  - Nordeuropa: Luciafest
- Weitere Informationen zum Tag
  - DDR: Pionierorganisation Ernst Thälmann

Weitere Einträge enthält die Liste von Gedenk- und Aktionstagen.